# René de Bruc de Montplaisir
René de Bruc de Montplaisir, dit Montplaisir, ou encore "Monplésir", né en 1610 à Paris et mort le 12 juin 1684 à Arras, est un militaire et poète français. Il est chevalier, seigneur de Montplaisir (Pornic), et à partir de 1682 marquis de La Guerche (Saint-Brevin-les-Pins).
Il est surtout connu en son temps pour être un poète galant, proche des gens de lettres gravitant autour de Richelieu et de l'hôtel de Rambouillet, puis pour avoir été du premier cercle de Nicolas Fouquet à Saint-Mandé, puisque Montplaisir était le frère de Suzanne du Plessis-Bellière, principale amie du surintendant. Il était également l'oncle par alliance du maréchal de Créquy, qui a dû le soutenir durant toute sa carrière militaire. Enfin, il était le grand frère du marquis de la Rablière, commandant à Lille.
Monplaisir est "Métrobate" dans le dictionnaire des Précieuses de Somaize.

## Biographie

### Sa jeunesse

#### Naissance et origines familiales

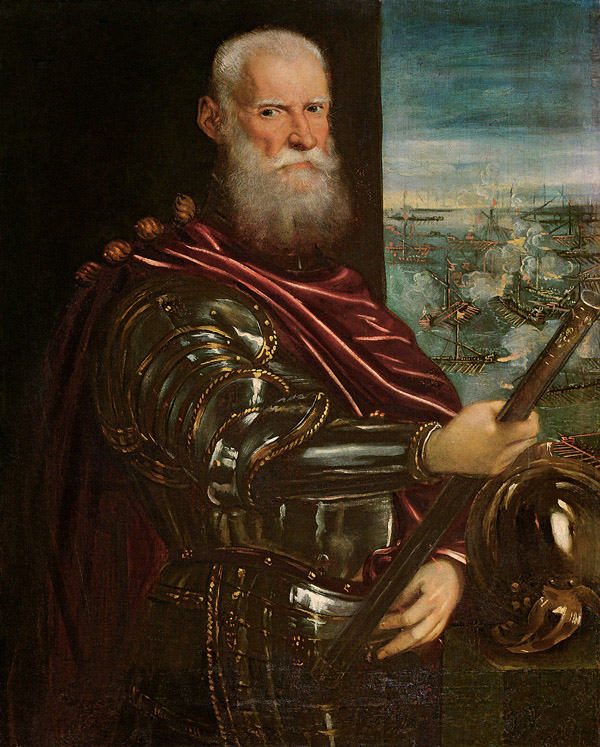
Portrait de Sebastiano Venier, par Le Tintoret, 86e doge de Venise, arrière-grand-père de Montplaisir.

Montplaisir appartient à la famille de Bruc et à la noblesse bretonne.
Né à Paris en 1610, il est le fils de Jean de Bruc de Montplaisir (1576-1651), conseiller d'État, procureur général et syndic des États de Bretagne, intendant du duc de Retz, avocat au conseil du roi, et de Marie Venier, dame de La Guerche (1580-1637).
Ses grands-parents paternels sont :
- François de Bruc, Seigneur de Guilliers (ca 1545-1589)
- et Madeleine Boulliau (ca 1550-1618).

Ses grands-parents maternels sont :
- Francisque Venier, mort en 1594 (Francisco Veniero, lui-même fils du Doge de Venise Sébastiano Veniero, ca 1496-1578), Gouverneur de Machecoul et de Belle-Isle, intendant du duc de Retz,
- et Jeanne de La Tousche-Limouzinière, dame de la Guerche, décédée vers 1618.

#### Fratrie
Montplaisir a de nombreux frères et sœurs, savoir dans l'ordre de naissance :
- François de Bruc, seigneur de Montplaisir et de la Guerche, conseiller d'Etat, intendant de Charles de France, né le 15 octobre 1603 à Rennes, épouse vers 1625 Marie Chrétien, petite fille de Florent Chrétien, chancelier de Navarre. Sans postérité[2].
- Pierre de Bruc de Montplaisir, seigneur de l'Estang-Jouan, officier, né le 19 septembre 1604 à Rennes, mort au combat dans les Cévennes. SA[2].

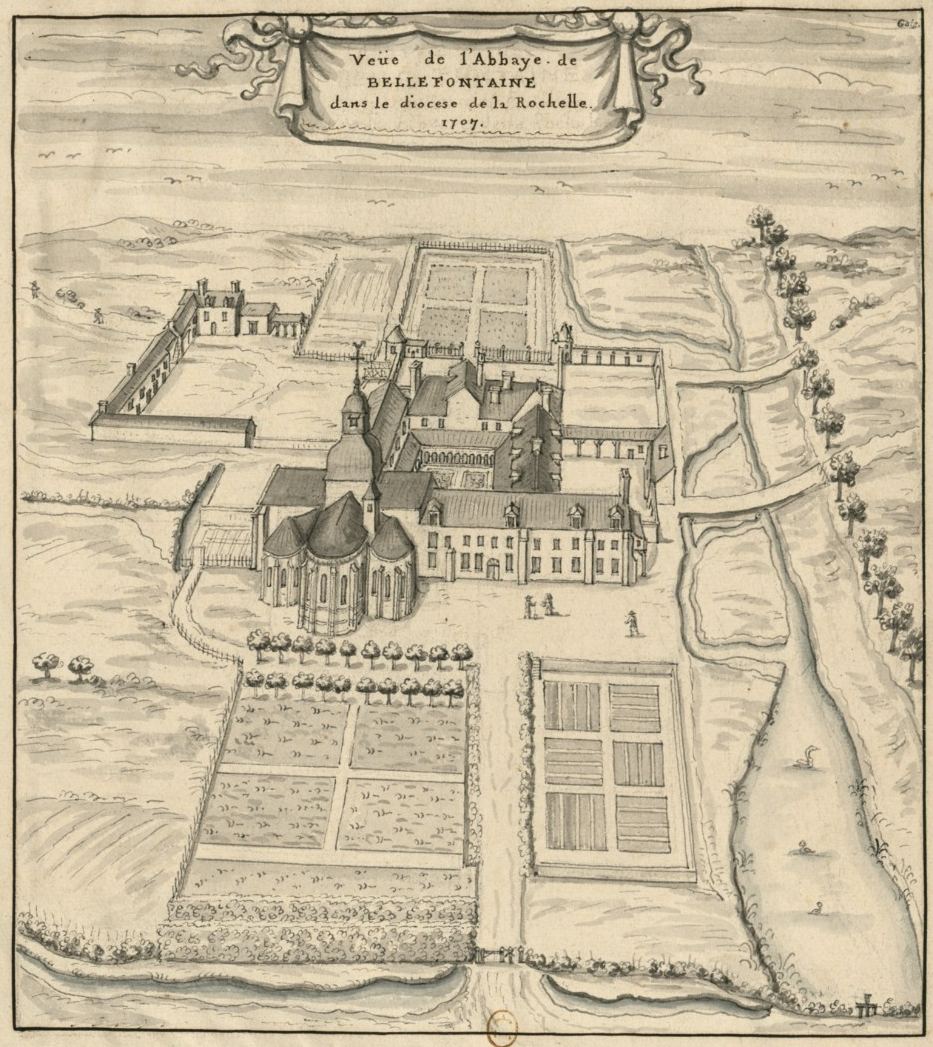
L'abbaye Notre-Dame de Bellefontaine, dirigée par Henri, le frère de Montplaisir

- Henri de Bruc de Montplaisir, conseiller d'Etat, seigneur de la Gournerie (Saint-Herblain, 44), de la Verrerie, conseiller d'Etat, abbé commendataire de Notre-Dame de Bellefontaine (49), de Saint-Gildas de Rhuys (Bretagne), assiste aux Etats de 1632, et devient abbé d'Orbais en Champagne, né vers 1608 à Paris, mort le 22 août 1689 au château de la Gournerie (Saint-Herblain).

Il est connu sous le nom de Théomène dans le cercle littéraire et galant de sa sœur.
- René de Bruc de Montplaisir, objet de la présente étude ;

Il est connu sous le nom de Lucilius dans le cercle littéraire et galant de sa sœur.
- Jeanne (ludovicienne) de Bruc de Montplaisir, née le 15 novembre 1610 à Nantes, décédée le 27 août 1639 à Campénéac, épouse 1° le 2 août 1632 en la chapelle de Brior à Nantes (paroisse Saint-Vincent) Raoul (ou Paul), vicomte de Trécesson, chevalier de l'Ordre du Roi, né vers 1600, mort le 4 octobre 1641 à Campénéac, fils de Pierre de Trécesson, chevalier, et de Françoise du Plessis-Mauron. Elle épouse 2° le marquis de Rancher.
- Catherine de Bruc de Montplaisir, née en 1610 à Paris, épouse César Auffray Blanchard, chevalier, seigneur puis marquis du Bois de la Muse, conseiller du roi, Premier Président en la Chambre des Comtes de Bretagne, né le 10 (ou 14) avril 1612 à Nantes (paroisse Notre-Dame), décédé en 1671, fils de Jean Blanchard, seigneur de Lessongère (ou l'Essongère), baron du Bois de la Musse, premier président de la chambre des Comptes de Bretagne, et de Jeanne Rioteau de la Pilardière.
- Marie de Bruc de Montplaisir, religieuse ursuline, baptisée le 5 février 1612 à Nantes (paroisse Notre-Dame).
- Antoinette de Bruc de Montplaisir, religieuse ursuline, supérieure d'Ancenis, baptisée le 28 août 1614 à Nantes (paroisse Notre-Dame).
- Suzanne de Bruc de Montplaisir (Nantes, automne 1617 - décédée le 25 mars 1705 à Paris), la marquise du Plessis-Bellière ;
- François de Bruc de La Rablière, né le 25 novembre 1623, chevalier, gouverneur de Bouchain, seigneur puis marquis de la Rablière, lieutenant, puis capitaine au régiment de Poitou-infanterie, dès 1645, sergent de bataille le 9 août 1653, major du régiment de cavalerie de Montplaisir (depuis Beauvilliers) en décembre 1654, maître de camp du régiment de Beauvilliers en octobre 1657, commandant de cavalerie en février 1674, brigadier, visiteur de cavalerie en octobre 1675, maréchal de camp en février 1677, lieutenant du Roi, commandant à Lille et gouverneur de Bouchain en octobre 1688, lieutenant-général des armées du Roi du 10 mars 1690, reçu grand'croix de l'ordre royal et militaire de Saint-Louis le 8 mai 1693, baptisé le 25 novembre 1623 à Nantes (paroisse Notre-Dame), décédé en octobre 1704 à Bouchain (59). SA[2].

### Années 1630-1640: les débuts du poète dans le cercle lettré des Gondi (et du coadjuteur, futur cardinal de Retz?)

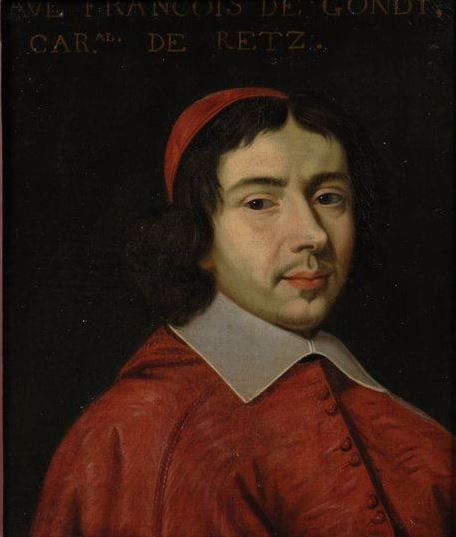
Portrait du cardinal de Retz dans sa jeunesse, XVIIe siècle.

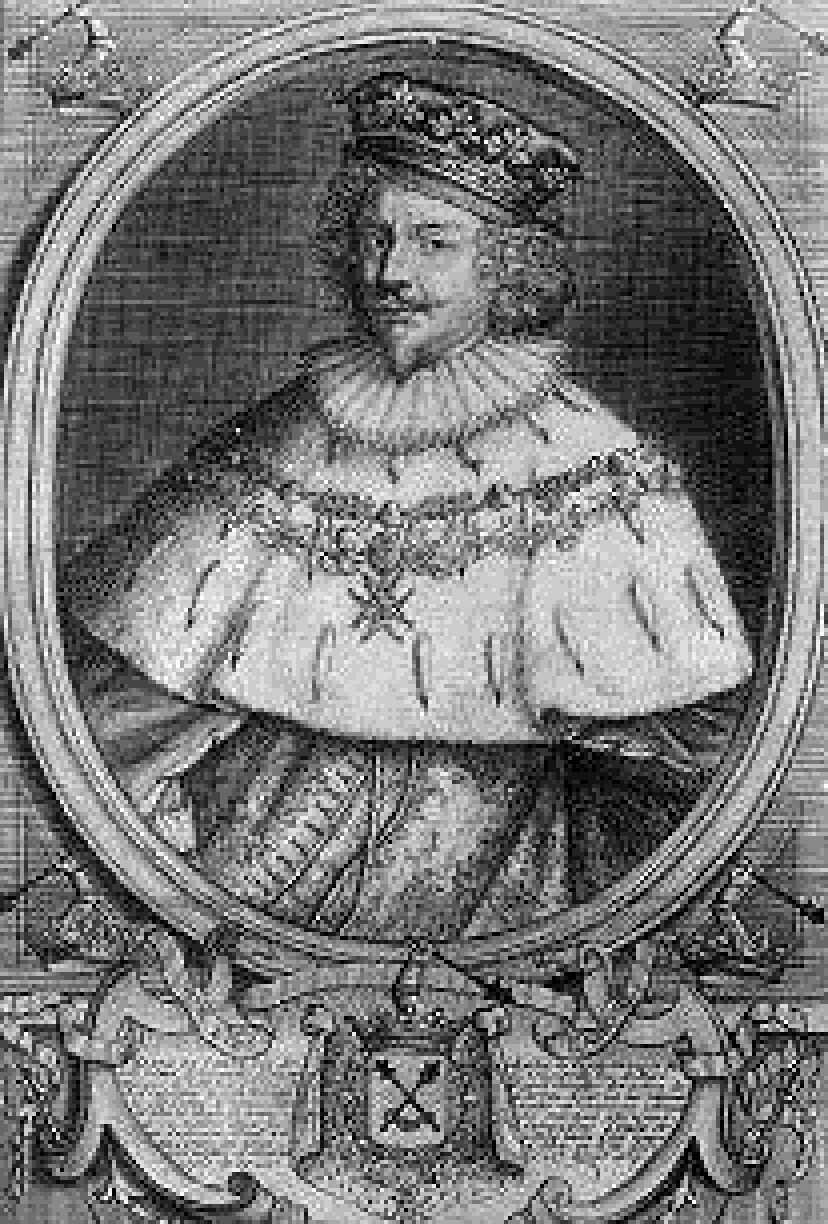
Henri de Gondi duc de Retz

Du fait des possessions de son père, René de Bruc est de la région du pays de Retz. D'ailleurs son père était intendant du duc de Retz, Henri de Gondi, donc la famille de Bruc est intrinsèquement liée au pays de Retz et aux Gondi à cette époque. Montplaisir a probablement dû connaître tout jeune le château de Princé, à Chéméré, où venait d'être édifié un château-neuf appelé "le Palais de la Volupté" par Saint-Amant, sous les figures tutélaires des dieux et déesses. Ses talents littéraires s'y sont certainement exprimés dans ce cercle de lettrés d'Henri de Gondi, auprès du poète libertin Saint-Amant.
Mais aussi, il ne faut pas oublier Jean-François Paul de Gondi, cousin d'Henri de Gondi, et futur cardinal de Retz si célèbre durant la Fronde, tenait une cour de poètes dans sa jeunesse, dès les années 1630. Montplaisir était de sa génération. Jean-François-Paul de Gondi, coadjuteur de l’archevêque de Paris et futur cardinal de Retz, réunissait autour de lui Chapelain, Ménage, Sarasin, Saint-Amant, l’abbé de Marigny, Gomberville, et Lalane. Comme Lalane est ami particulier de Montplaisir, il paraît tout à fait nécessaire de faire le lien avec ce cercle de lettrés, et nul doute que Montplaisir, alors tout jeune, ait été de ce cercles d'intellectuels. C'est probablement même au sein de ce cercle de lettrés qu'il dut commencer à présenter ses premiers poèmes. Montplaisir a donc pu connaître à cette époque le château renaissance de Saint-Cloud qui appartenait aux Gondi et qui constituait leur résidence estivale à l'ouest de Paris.
Mais il paraît évident que Montplaisir prendra certainement ses distances avec le coadjuteur quand, bien plus tard, celui-ci prendra le parti contraire durant la Fronde ; notamment puisque le beau-frère de Montplaisir, le marquis de Plessis-Bellière, était l'un des plus grands lieutenants du roi et un soutien inconditionnel de la Monarchie.

### 1636-1637: Le régiment de Poitou et les gens de lettres autour de Richelieu

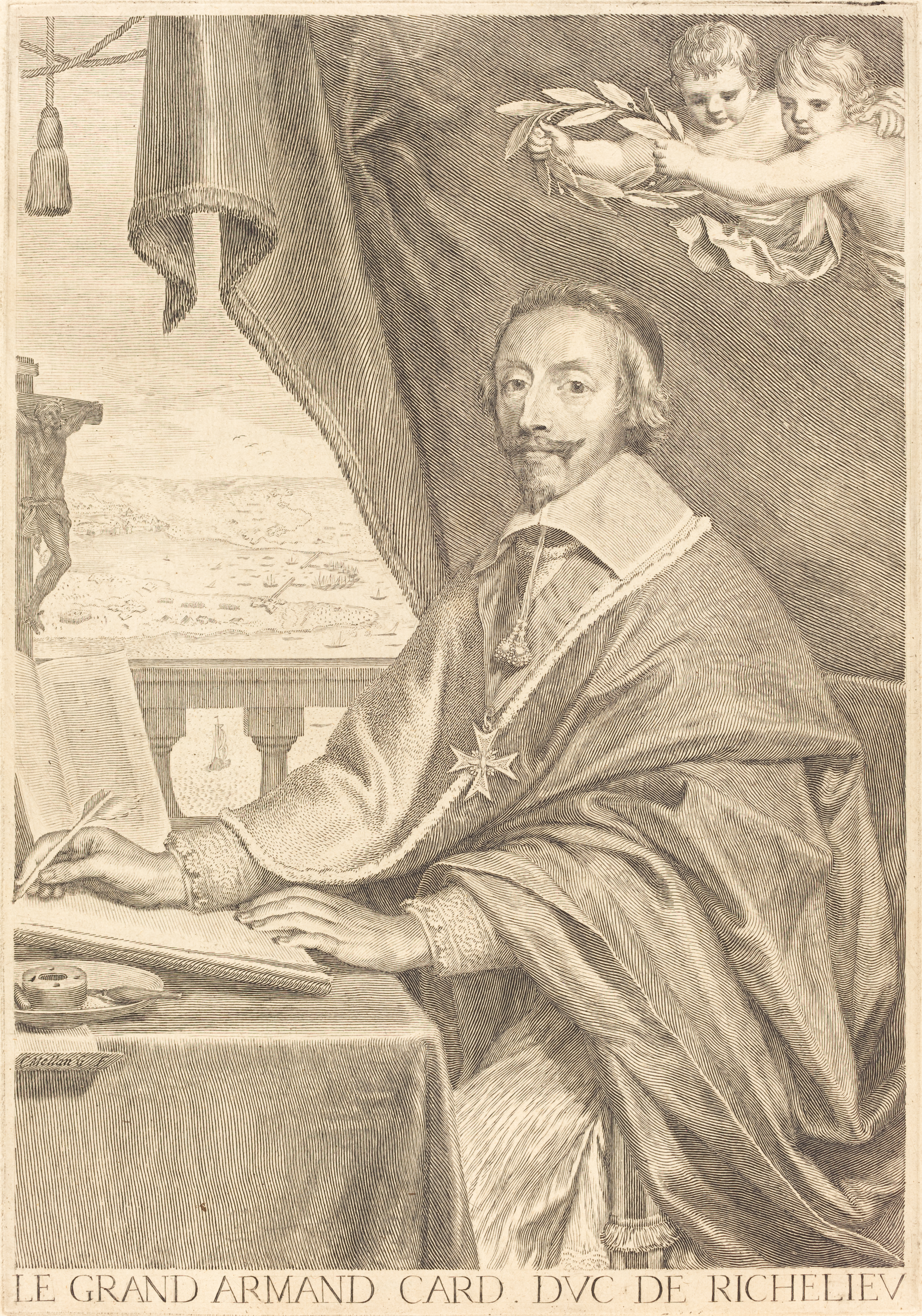
Le cardinal Richelieu, par Claude Mellan.

Suivant la carrière des armes, il sert dans le régiment du Poitou, créé en 1636. Dans sa carrière, il fut fait deux fois prisonnier de guerre.
Montplaisir était ami particulier du poète Pierre de Lalane avec qui il fit les voyages de Picardie en 1636 (alors âgé de 26 ans) et de Bretagne en 1638 (alors âgé de 28 ans).
Dès cette époque, Montplaisir commence à se faire connaître des gens lettrés proches de Richelieu, par des vers et poèmes divers. Chapelain écrit une lettre du 10 décembre 1636 à Montausier où il parle déjà de Montplaisir. Dans une autre lettre de Chapelain d'août 1637, Montplaisir est célébré à Boisrobert, qui peut avoir fait connaître le talent littéraire de René de Bruc au cardinal de Richelieu (voir ci-dessous à "oeuvre littéraire"). Ce talent littéraire et cette reconnaissance du milieu des gens de lettres a pu aider Montplaisir à occuper ses nouvelles fonctions militaires dans les années suivantes.
D'ailleurs, dès 1634, l'abbé Henri de Bruc (1608-1689), frère aîné de Montplaisir, avait dédié sa thèse à Richelieu, ainsi que le prouve une rare gravure de Michel Lasne. Les deux frères gravitaient donc dès cette époque dans les cercles intellectuels autour des proches du ministre.

### 1640: Le siège d'Arras et la nomination comme "lieutenant de roi" au gouvernement d'Arras

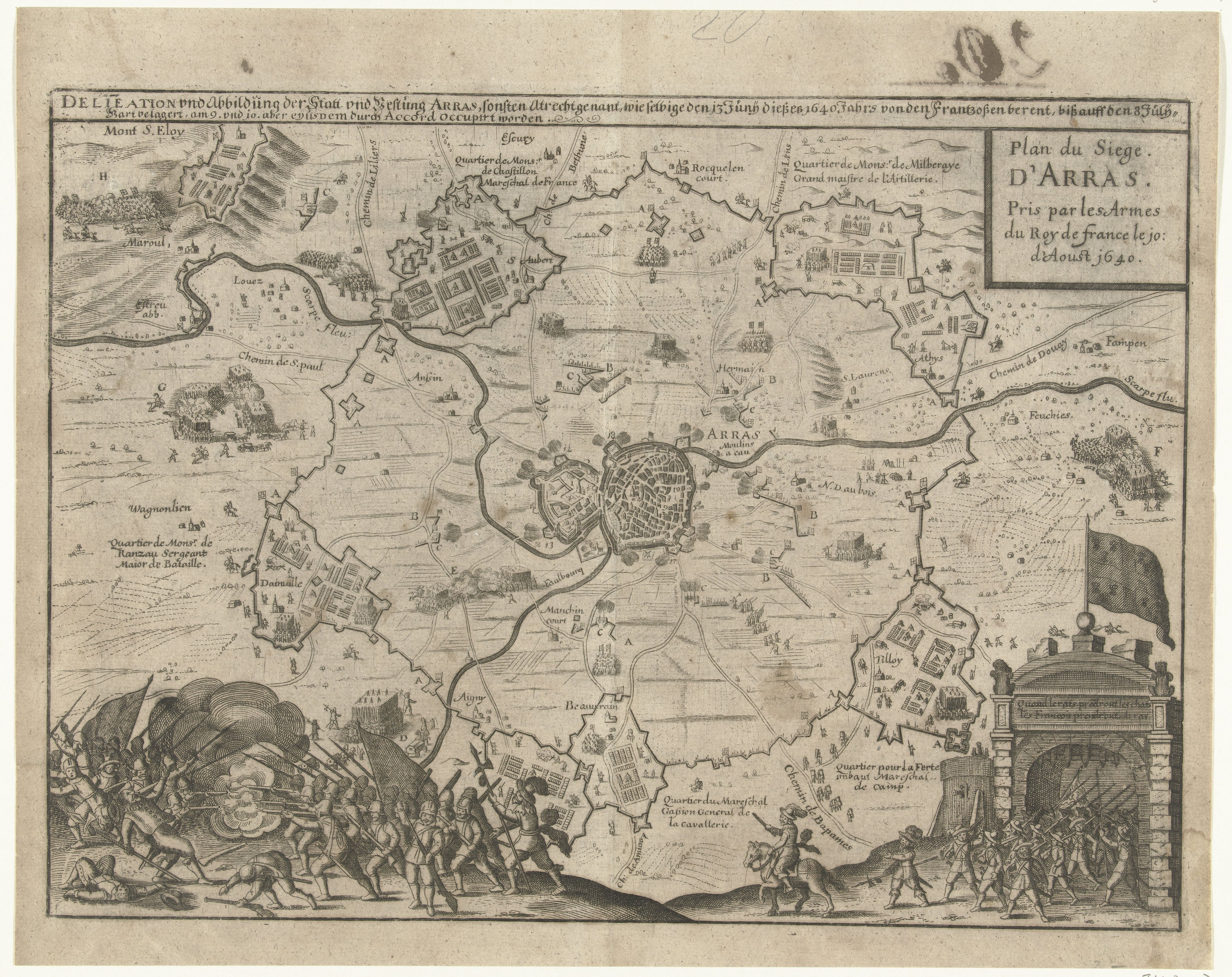
Le siège d'Arras en 1640 par les Français contre les Espagnols.

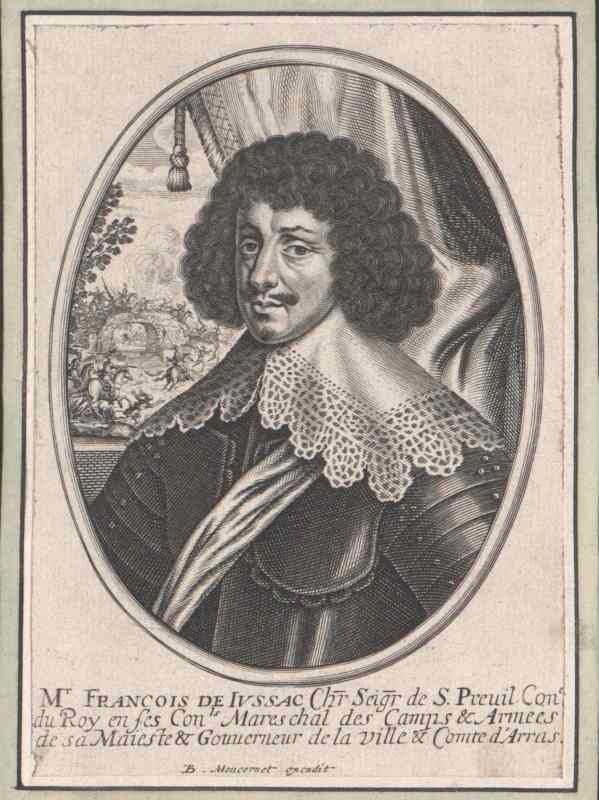
François de Jussac d’Ambleville, seigneur de St-Preuil, Gouverneur d'Arras.

En 1640, après le siège d'Arras, où la ville fut encerclée par près de 30.000 hommes et une ligne de front de vingt kilomètres, les français récupèrent la souveraineté sur cette cité, contre les Espagnols vaincus. La capitulation des assiégés d’Arras a lieu le 9 août 1640 à Blangy.
La ville et cité d'Arras, au cœur de la province d'Artois, étaient administrées par les échevins, l'évêque, un gouverneur et un "lieutenant de roi". Louis XIII nomme alors Montplaisir comme "lieutenant de roi" à Arras. Il était seulement âgé de 30 ans. François de Jussac d'Embleville est nommé au même moment premier gouverneur français de la ville. Il était également seigneur de Saint-Preuil, Gouverneur de Doullens.
Fin 1641, le royaume de France contrôlait désormais de nouveau l'Artois.
En 1641, Philippe de Torcy, comte de la Tour, devient le nouveau Gouverneur d'Arras, et le restera jusqu'en 1652.
Montplaisir eut une compagnie de chevaux-légers pour y tenir garnison, le 13 septembre 1649.
Montplaisir organisera les réceptions en faveur de Louis XIV et la Cour à plusieurs reprises lors de leur venue à Arras, notamment le 30 juillet 1667.

### 1651: Le maréchal de camps et des armées du roi

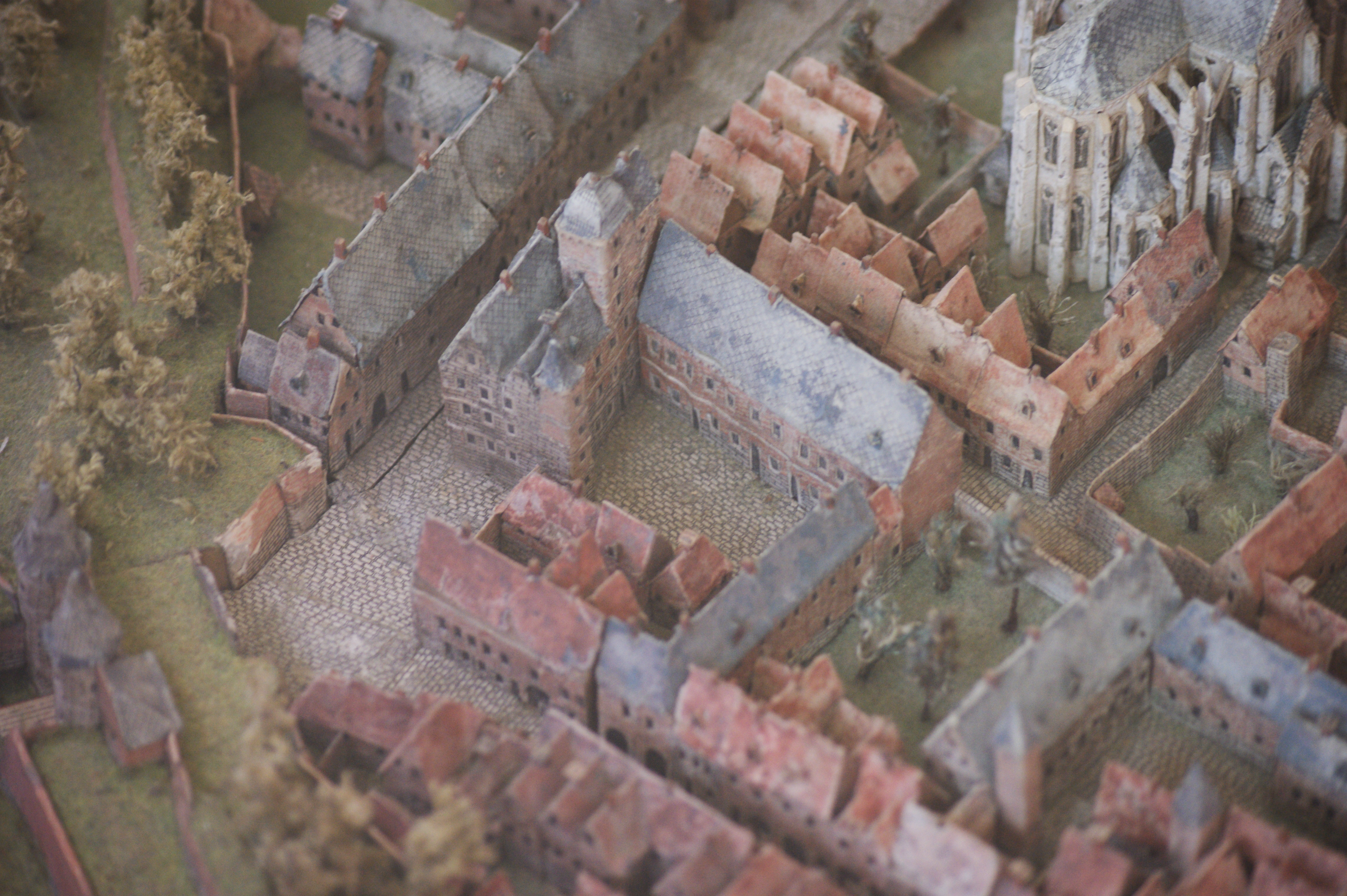
Maquette de l'Hôtel d'Epinoy à Arras, l'une des casernes militaires de la ville (Plan-relief d'Arras)

Par brevet du 11 septembre 1651, il est promu par Louis XIV comme maréchal des camps et armées du roi, à l'âge de 41 ans. Son titulaire a pour mission de répartir les logements des troupes et de placer celles-ci sur le champ de bataille. C'est donc un poste éminemment stratégique. Sa soeur et son beau-frère, les Plessis-Bellière, avaient été un soutien précieux du roi pendant la Fronde.
Le 30 septembre 1651, Montplaisir est cité comme lieutenant de roi à Bapaume.
En 1652, le gouverneur d'Arras change : après Philippe de Torcy, c'est le fameux Jean de Schulemberg qui devient gouverneur, et qui conservera ce poste jusqu'en 1668. Il était Gouverneur d'Arras, Maréchal de France et Lieutenant-général de l'Artois, comte de Mondejeu.
La Grande Mademoiselle indique dans ses Mémoires : « Le chevalier de Charin revint d'Arras, où je voulus qu'il passât l'hyver après la Campagne ; c'est un lieu où l'on apprend fort bien à faire la guerre, & on y alloit souvent en parti. Montjeu qui en est Gouverneur est de mes amis. (1730, tome IV, p.61) »

### 1654: Le Secours d'Arras, la mort de Plessis-Bellière et le régimentMonplaisir cavalerie

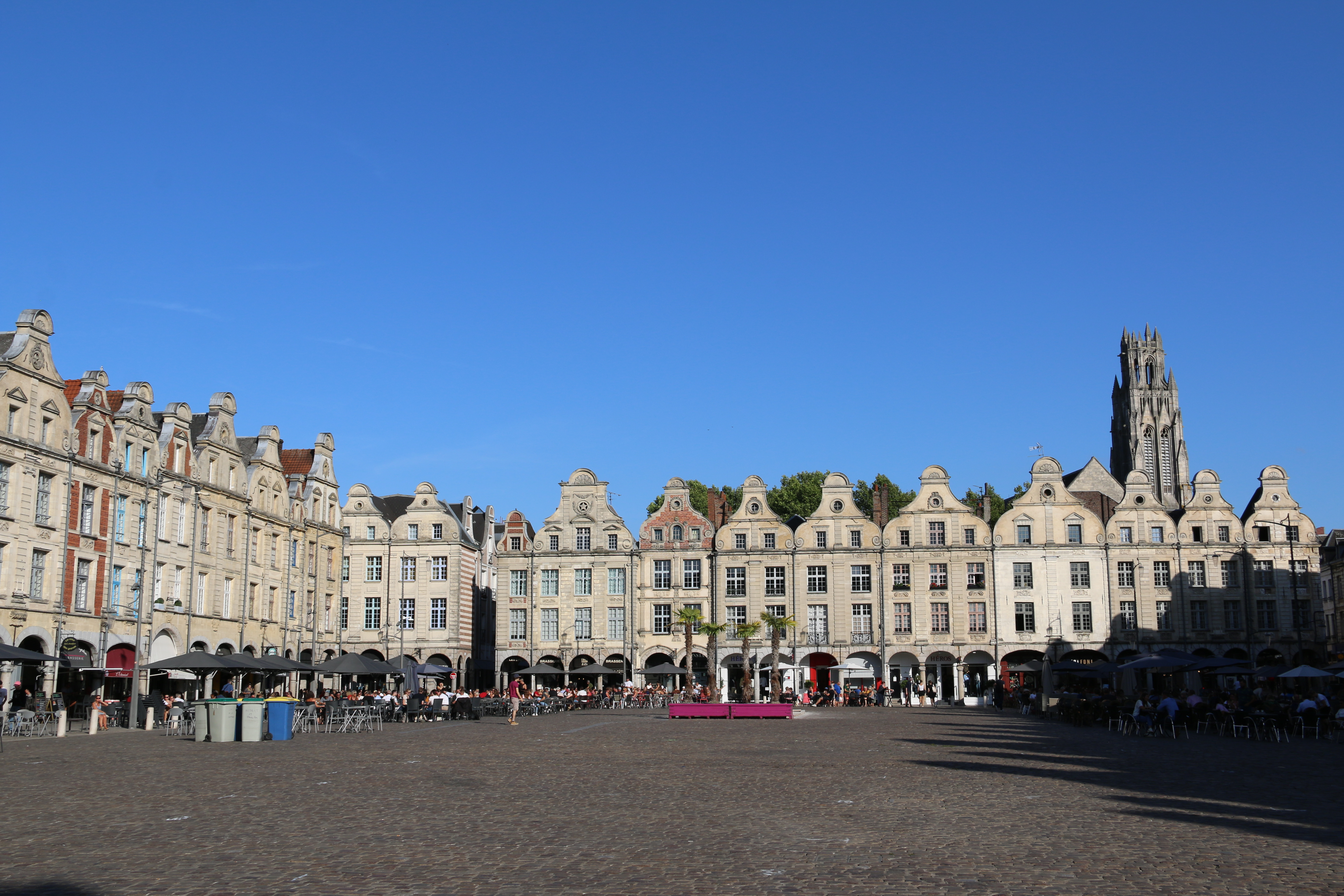
Vue du centre ville d'Arras

Le 23 juin 1654, Montplaisir s'accorde avec son frère Henri, sur le partage des biens de leur père, décédé en 1651. On trouve en effet un acte ainsi rédigé dans une preuve de noblesse des descendants de Montplaisir :
« Accord fait le vingt-trois juin mil six cent cinquante quatre, entre messire Henry de Bruc, abbé de Bellefontaine, et messire René de Bruc, son frère, chevalier, seigneur de Montplaisir, sur le partage des biens de messire Jean de Bruc, seigneur de la Grée, de la Guerche, etc, et de dame Marie Vénier, leurs père et mère. Cet acte reçu par de Beaufort, notaire au châtelet de Paris. »

#### Le Secours d'Arras, été 1654: Montplaisir est fait prisonnier par les espagnols

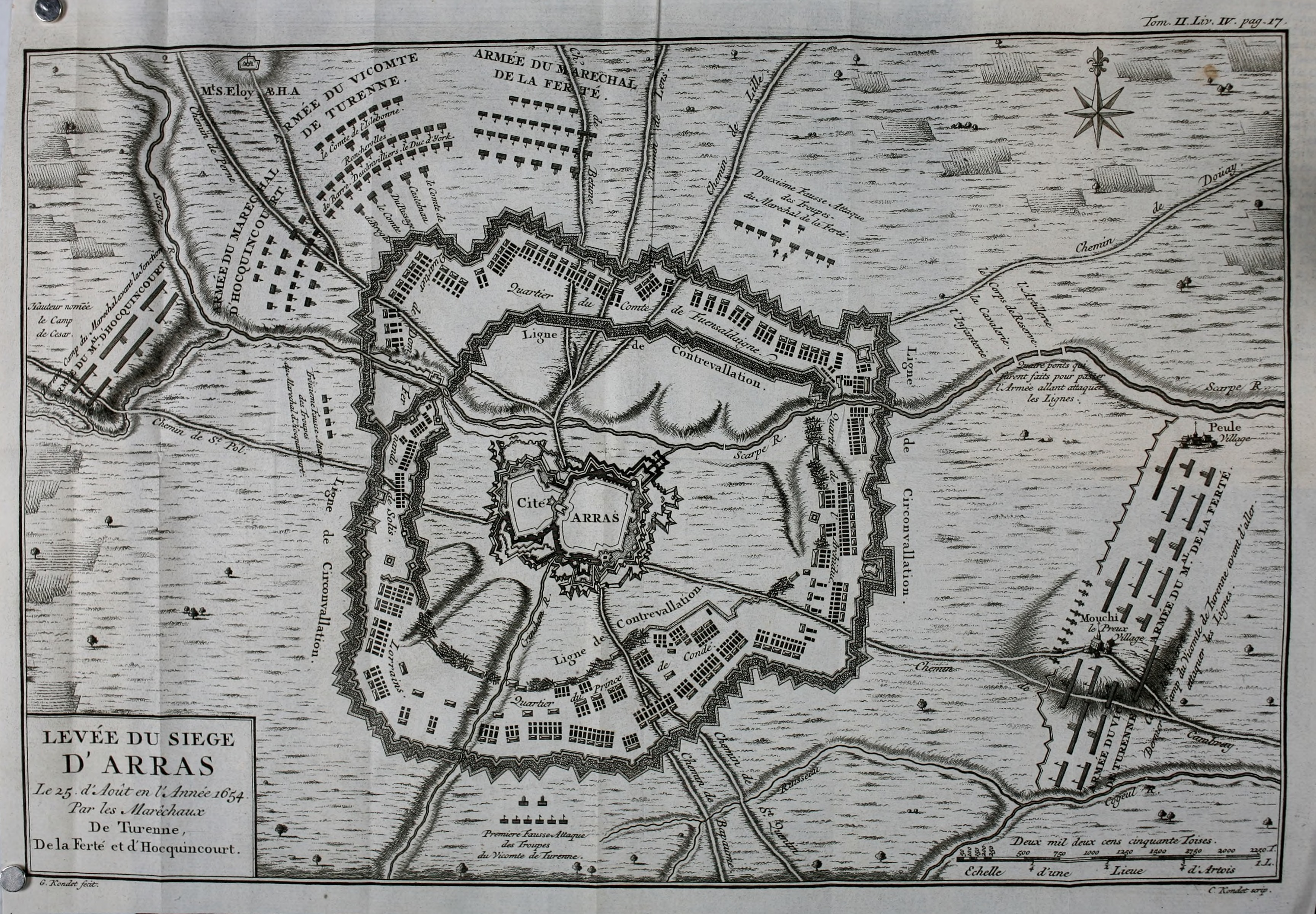
Plan du secours d'Arras, 1654

À l'été 1654, Montplaisir participe à la défense d'Arras, sous la direction de Jean de Schulemberg. La ville fut encerclée par Condé et les Espagnols, mais non conquise, puisque les armées françaises dirigées par Turenne réussirent à faire partir Condé du siège, ce que l'on nomme le Secours d'Arras.
Le 1er août 1654, Montplaisir, "lieutenant de roi à Arras" est fait prisonnier par les espagnols au siège d'Arras.
La résistance de la ville est célébrée comme il se doit, et le gouverneur Jean de Schulemberg obtiendra du roi en 1658 le bâton de maréchal de France en remerciement. Avec la signature du traité de la Paix des Pyrénées, le 4 juin 1659, Arras et l'Artois seront définitivement rattachés au royaume de France. Montplaisir peut ainsi conserver ses fonctions militaires, sans risque que la ville soit reprise aux ennemis.

#### La mort du marquis du Plessis-Bellière, son beau-frère, et le Régiment deMonplaisir cavalerie

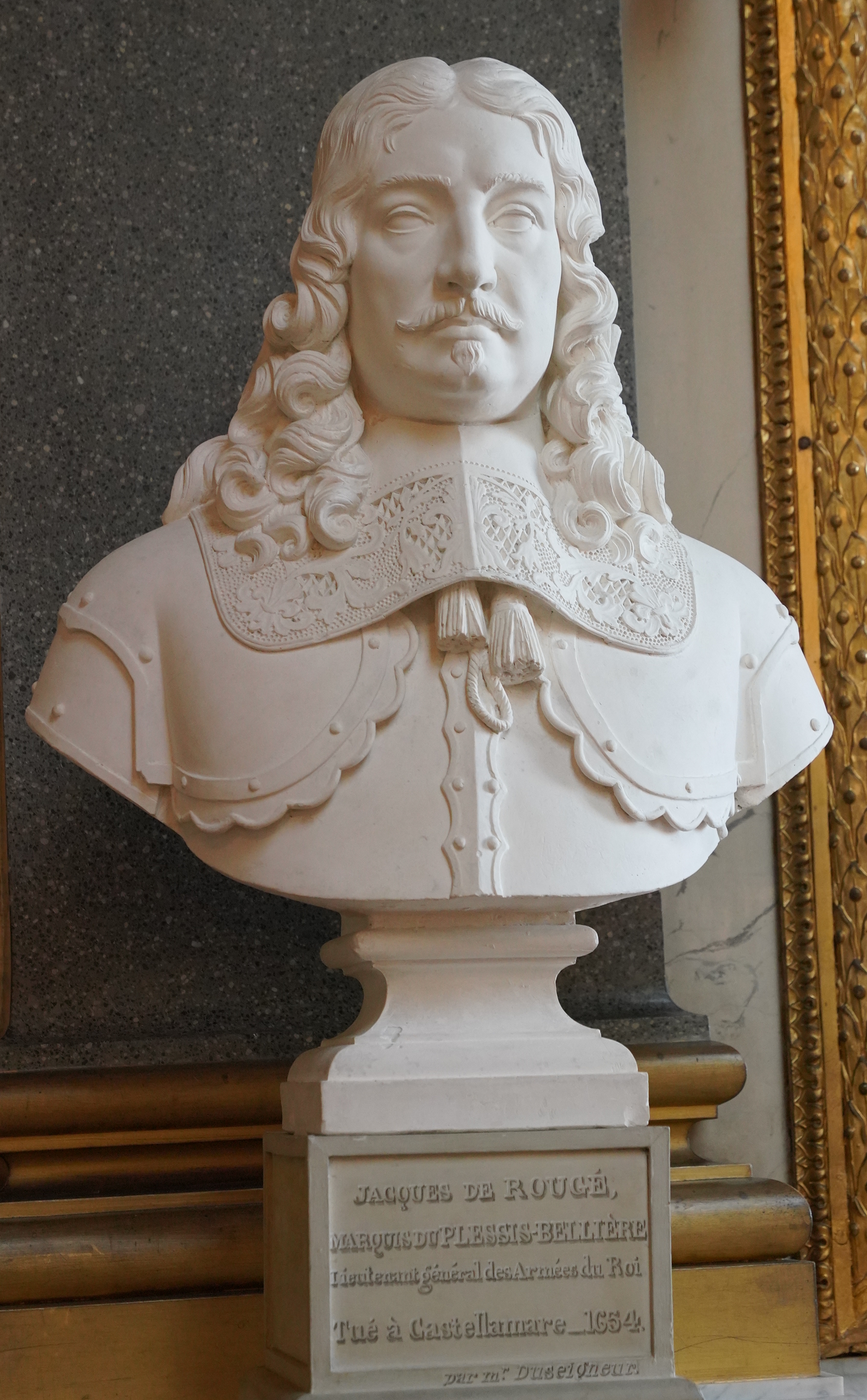
Buste de Jacques de Rougé du Plessis-Bellière, XIXe, château de Versailles.

Son beau-frère, Jacques de Rougé du Plessis-Bellière, avait été nommé commandant en chef de l'armée de Catalogne en 1653. Il mourut à Castellamare en Italie, le 24 novembre 1654, des suites d'une blessure reçue le 17 novembre dans une charge de cavalerie à Torre d'Anunziata près de Naples.
Mazarin écrit à Hugues de Lionne le 25 décembre 1654 : "Je suis au désespoir de la mort du marquis de Plessis-Bellière. J'ai obtenu du roi pour ses enfants une abbaye de huit à neuf mille livres de rente et la disposition du régiment qu'il avait". Le jeune roi (alors âgé de 16 ans), qui souhaitait le nommer maréchal de France juste avant sa mort brutale, fit offrir à Suzanne de Bruc, sa veuve, les Honneurs du Louvre, dont elle ne voulut pas profiter. Quel contraste de faveur avec la disgrâce qui suivra l'arrestation de Fouquet sept ans plus tard ! Le roi fera en effet emprisonner Mme du Plessis-Bellière à Montbrison.
Le 10 décembre 1654, Montplaisir, à l'âge de 44 ans, succède au marquis de Plessis-Bellière à la tête de son régiment, qui prend alors le nom de Régiment de Montplaisir cavalerie. Il s'en démit lui-même au profit de son frère François de Bruc de la Rablière, en novembre 1657.

### 1655: un mariage tardif

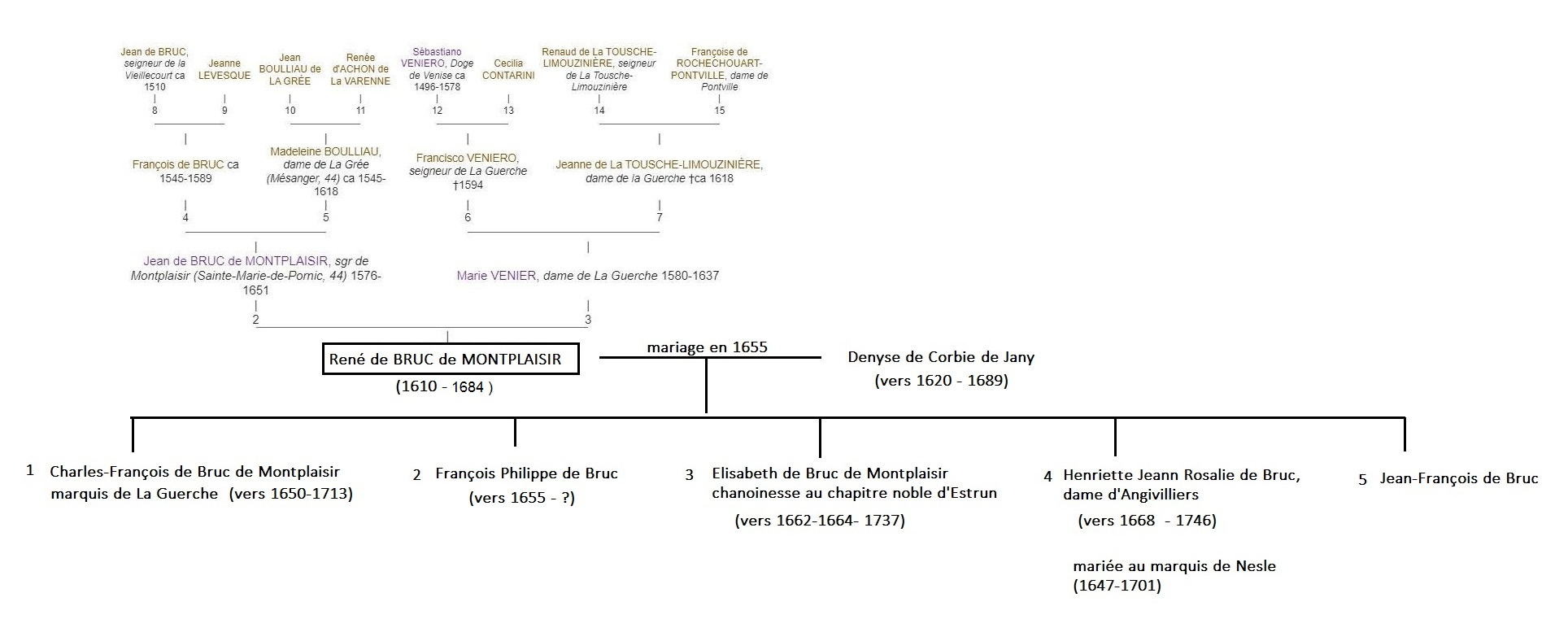
Arbre généalogique et descendance de René de Bruc de Montplaisir.

Âgé de 45 ans, Montplaisir épouse en 1655 Denyse de Corbie, suivant contrat de mariage du 7 février 1655, reçu par Me Groyn, notaire au Châtelet de Paris.
Son épouse est la fille de Charles de Corbie, chevalier, seigneur d'Angivilliers (60) et de Thiverny, et de Marie de Boudereuil. Ils auront cinq enfants (voir ci-dessous).
Dans son contrat de mariage, il est nommé comme : « Contract de mariage de messire René de Bruc, chevalier seigneur de Montplaisir, maréchal de camp ez armées du roi, mestre de camp d’un régiment de cavalerie, et lieutenant pour Sa Majesté au gouvernement d’Arras, fils de messire Jean de Bruc, vivant chevalier, seigneur de la Guerche, et de dame Marie Vénier, sa femme, accordé avec demoiselle Denise de Corbie, le sept février mil six cent cinquante cinq. Ce contrat passé devant Groyn, notaire au châtelet de Paris. »
Ses armoiries étaient : « D’or à trois corbeaux de sable, posés deux et un, becquez et membrés de gueules. »

### Montplaisir, militaire et poète, auteur duTemple de la Gloirecélébrant Condé

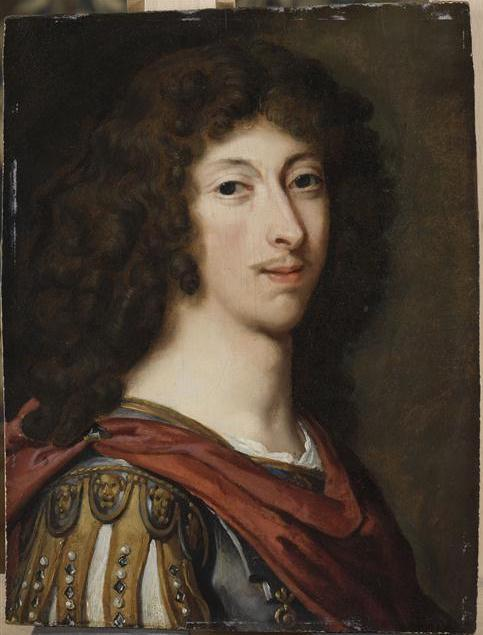
Portrait du Grand Condé jeune, Juste d'Egmont, musée Condé.

Montplaisir était à la fois un fort bon militaire mais également un poète apprécié, et cela dès sa jeunesse. Lié d'amitié avec des auteurs tels que Saint-Pavin, Charleval ou bien Lalane, il se consacre lui-même aux lettres. Il était fort proche de Mme de la Suze. Ses poèmes furent publiés en 1759 à Amsterdam par Le Febvre de Saint-Marc.
Il commence à se faire connaître de Chapelain et Montausier dès la fin de l'année 1636 (cf lettre de Chapelain). Il n'avait donc que 26 ans et écrivait déjà des vers qui commençaient à le distinguer des gens de lettres.
Surtout, dix ans plus tard, en 1646, il dédie au duc d'Enghien, futur Grand Condé, un poème intitulé Le Temple de la Gloire, dont un exemplaire calligraphié par Nicolas Jarry est daté de 1646 (Musée Condé, Chantilly). Ces vers ont été rédigés par suite de la victoire du 3 août 1645 à Nördlingen. Evidemment, le fait que le poème de Montplaisir soit caligraphié en 1646 avec autant de soin par le fameux Nicolas Jarry, qui a calligraphié également la célèbre Guirlande de Julie, prouve la notoriété du militaire et poète à cette époque dans les milieux lettrés parisiens. Condé était le parfait modèle de héros à suivre dans ces années de guerres, avant sa trahison envers la Couronne. Montplaisir y écrit ces vers qui prouve son admiration pour le duc d'Enghien, comme tous les français de l'époque : « Je demande qu'un jour combattant en mon rang
Je puisse près de lui répandre tout mon sang
Et tombant à ses pieds dans un jour de victoire
Y servir en mourant de victime à sa gloire. » En résumé, Montplaisir a été au centre des jeux littéraires parisiens dès 1636-1637, autour de l'hôtel de Rambouillet d'abord puis des autres salons parisiens, et cela jusqu'à l'apogée du salon de sa soeur, Mme du Plessis-Bellière, dans les années Fouquet (1650-1661).

#### Lucilius / Metrobate et le salon littéraire de sa soeur Mme du Plessis-Bellière (vers 1650 - 1660); "l'Etat incarnadin"

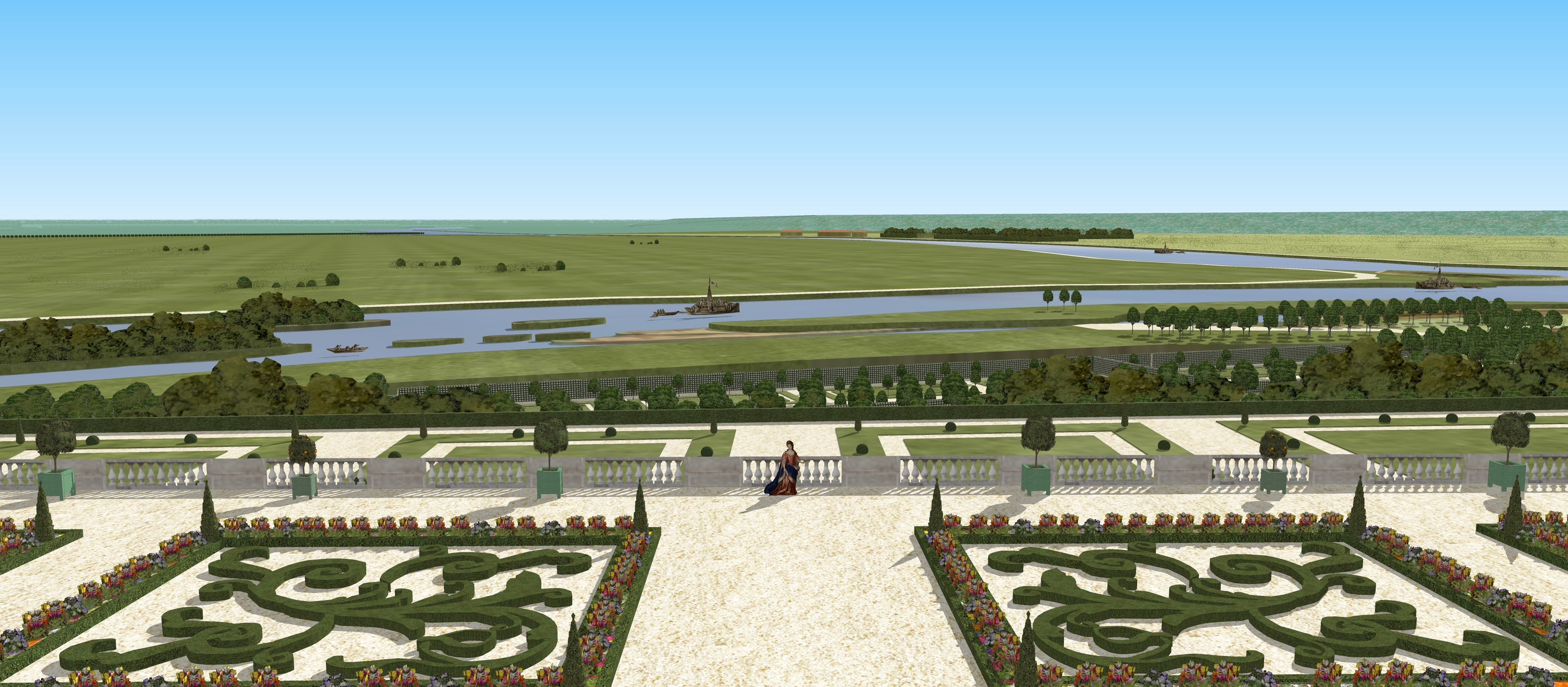
Restitution de la vue sur la Seine et la Marne depuis l'hôtel du Plessis-Bellière, à Charenton, au XVIIe siècle.

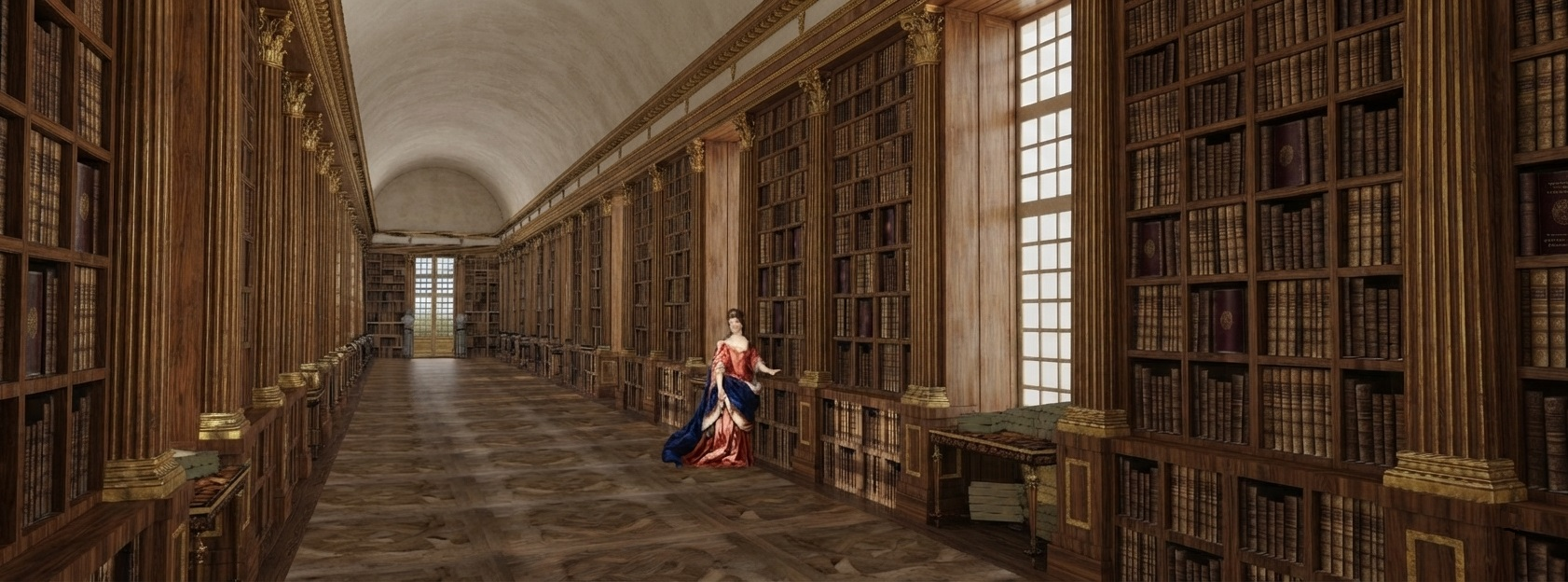
Restitution de la bibliothèque de Fouquet à Saint-Mandé, vers 1660.

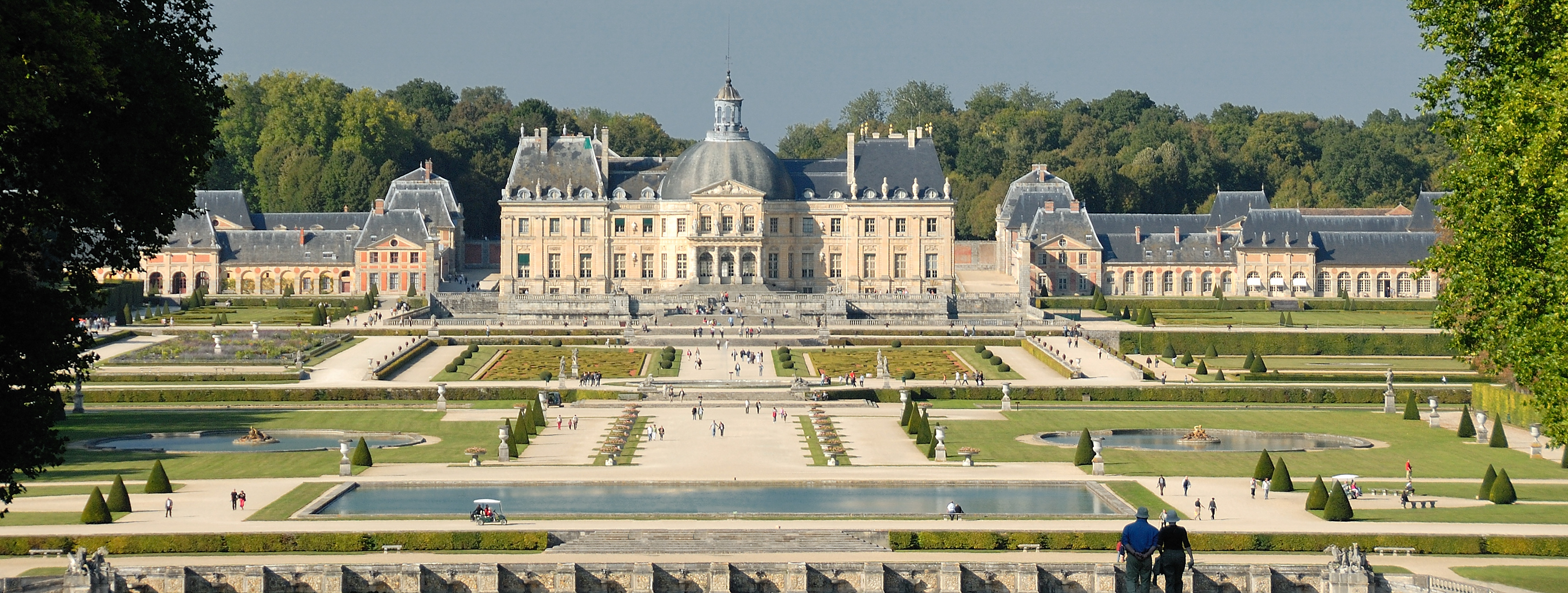
Façade sud du château de Vaux-le-Vicomte.

La marquise du Plessis-Bellière, et Montplaisir son frère qui habitait alors avec elle quand il n'était pas en fonction à Arras, furent les animateurs des réunions où se retrouvaient les amis et clients de Nicolas Fouquet, Surintendant des finances. On se rencontrait à Vaux et à Saint-Mandé, parmi les splendeurs accumulées par le nouveau Mécène. Les personnalités allaient également rendre visite à Mme du Plessis-Bellière dans sa maison plus modeste de Charenton. Elle y recevait, avec les gens du monde, des hommes de lettres comme Benserade, Boisrobert, Loret, et le jésuite Le Moyne.
La sœur de Montplaisir avait formé, avec ses amis, l'Etat incarnadin. Ils se livrèrent à des jeux qui ressemblent à ceux du Samedi. Les Incarnadins "aiment les entretiens agréables et sont grands débiteurs de fleurettes, et l'on ne les trouve jamais dépourvus de billets doux, de billets galans, d'Elégies, de bouts rimés, de portraits, de chansonnettes et de telles autres denrées d'esprit". Ils semblent pourtant moins occupés des raffinnements de la tendre amitié, car "leur inclination dominante est l'amour de la beauté". Ils se vantent d'être "civils, courtois, polis, affables, généreux et galands autant que Peuples du monde". Mais en revanche "ils sont ardens en leurs désirs, constans en leurs desseins, adroits en leur conduite et discrets en leurs actions. Ils préfèrent le plaisir aux richesses, et aiment également le plaisir et l'honneur". Comme chez Mlle de Scudéry, on prenait des pseudonymes galants. Le marquis de Plessis-Bellière devenait Belisanthe, la marquise Mélinthe, Henri frère de la marquise Théomène, et Montplaisir son autre frère adoptait le nom de Lucilius.
On rimait beaucoup, des bagatelles surtout, inspirées par les circonstances les plus futiles. Lorsque mourut le perroquet de la marquise, on vit circuler plus de pièces de vers sur cet évènement qu'on n'en avait composé sur la mort de Richelieu ! Tant de frivolités finit par exaspérer, d'une semblable exaspération, des hommes aussi différents que Scudéry et Sarrasin. Mais d'autres ne voulaient voir que cette gaîté, cette facilité, cette humeur galante, et l'on comprend que, quelques années plus tard, lorsque Fouquet aura été frappé, un ami fidèle ait rappelé les jours heureux de sa surintendance : « Quand vous l'aviez, Fouquet, on ne parloit en France
Que de paix, que de ris, que de jeux, que d'amour... »
Somaize, dans son Dictionnaire des Précieuses, indique que Montplaisir était surnommé "Métrobate" : « Metrobate (M. de Montplaisir) est un homme de qualité qui fait fort bien des vers : le Songe qu'il a fait, et dédié à Galerius (M. le maréchal de Gramont (père du comte de Guiche), en est une illustre marque pour luy, et je croy qu'il est peu de louange plus considérable que celle de dire qu'il en est considéré, puisque l'estime de Galerius peut passer pour celle d'un des hommes le plus accomply de la cour. Ces galanteries n'en sont pas moins les justes marques que ses grands emplois ; et l'estime générale que tout le monde en fait, accompagnée de cette joye qu'il porte dans tous les lieux où il va, nous fait assez connoistre qu'il faut que Metrobate soit fort accomply, puis qu'il en est considéré. »

### 1661: la disgrâce du clan Fouquet

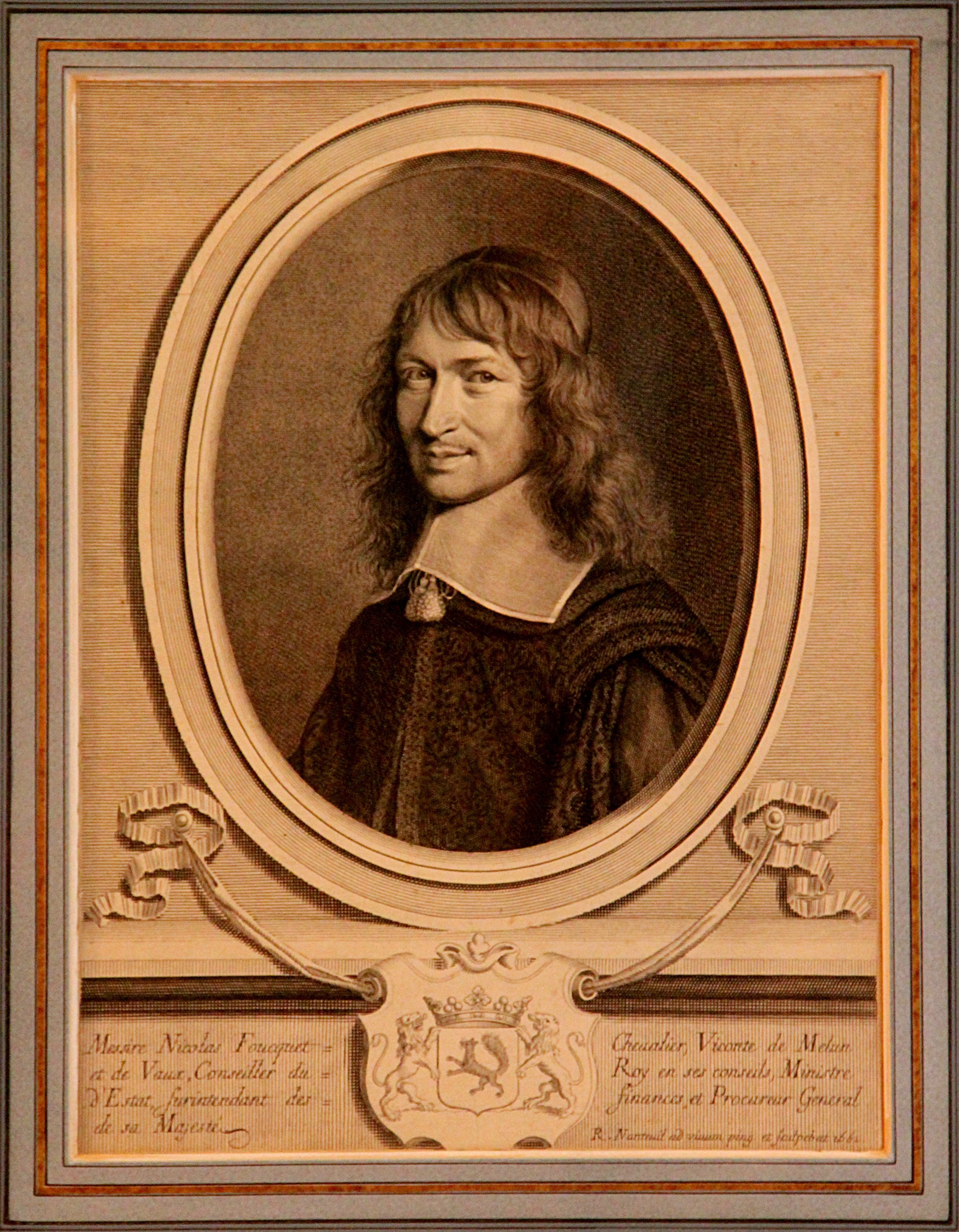
Portrait gravé de Fouquet avant sa disgrâce.

Le 5 septembre 1661, à l'arrestation de Nicolas Fouquet, Surintendant des finances de Louis XIV, la sœur de Montplaisir, la marquise du Plessis-Bellière, sa plus proche confidente, voit toutes ses espérances s'effondrer. Elle est ensuite rapidement arrêtée et emprisonnée à la forteresse de Montbrison (de 1661 à 1665). Elle était en effet l'une des personnes les plus proches de Fouquet, et elle était également mentionnée en première ligne dans le Projet de Saint-Mandé,. Le frère de René, Henri, l'abbé de Bruc, va accompagner leur soeur Suzanne pendant sa détention, ainsi que la nièce de Montplaisir, Catherine, la fille de Mme du Plessis-Bellière.
Montplaisir a certainement été entraîné pour partie dans la disgrâce de sa sœur, mais ses fonctions militaires lui ont sans doute permis de rester en poste, et de poursuivre sa carrière, sans grands éclats possibles. Les années 1661-1665 sont certainement pour lui entièrement tournées vers l'inquiétude de la captivité de sa famille.
On peut noter qu'il n'aura aucune nouvelle fonction honorifique dans sa carrière après cette date. Il faut attendre plus de vingt ans, en 1682, pour que Louis XIV le récompense à nouveau en le nommant marquis de La Guerche.

### Après 1661: une carrière militaire qui se poursuit à Arras

Plan de la Ville & Cité d'Arras, 1704.

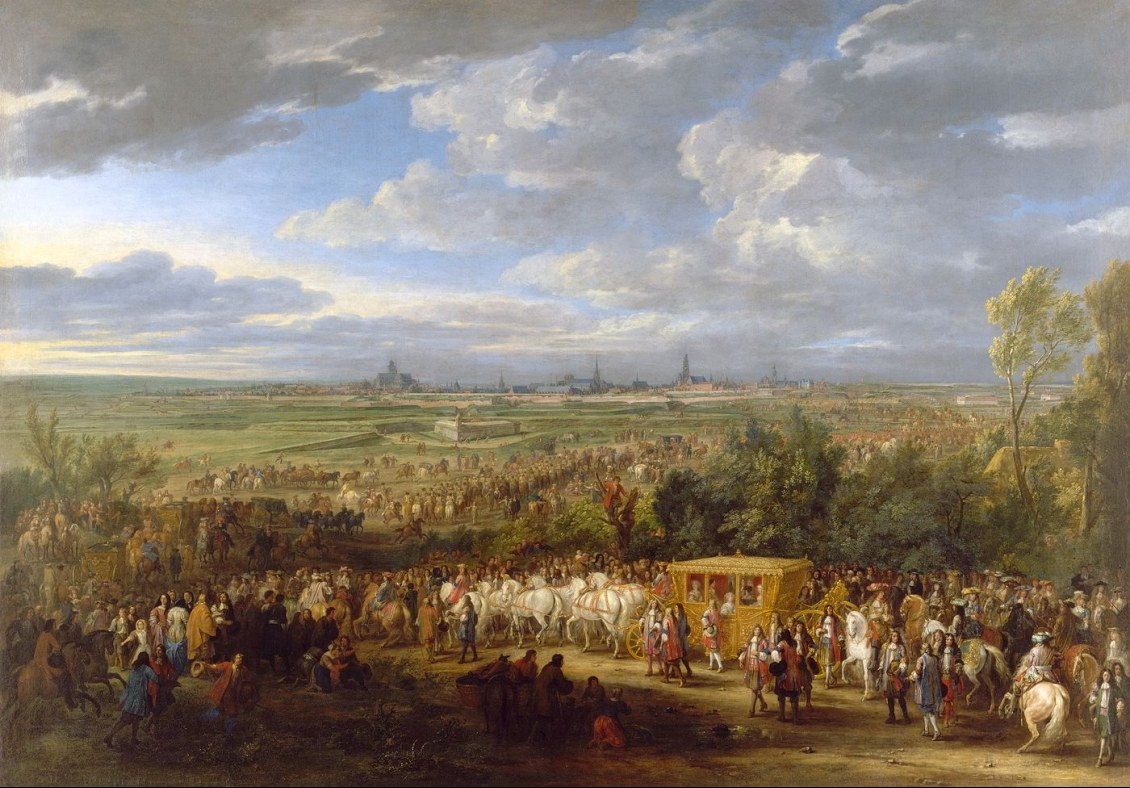
L’entrée du roi Louis XIV et de la reine Marie-Thérèse à Arras le 30 juillet 1667, Adam François van der Meulen, 1684.

Montplaisir réalisa toute sa carrière militaire à Arras. On peut se faire une bonne idée de l'état de la ville au XVIIe siècle grâce au Plan-relief d'Arras, conservé au musée des Beaux-Arts d'Arras. La ville était riche en édifices religieux, abbayes et couvents. On peut également noter la présence de grandes casernes, qui devaient faire l'objet de toutes les attentions de René de Bruc.
Une lettre manuscrite de Montplaisir, datée du 11 août 1662, à Arras (coll. part.) évoque ses occupations militaires. C'est qu'après la chute du clan Fouquet de 1661, Montplaisir conserve néanmoins ses fonctions militaires à Arras, sur le front des guerres de Louis XIV en Hollande. Cette lettre donne une bonne idée du caractère de René de Bruc : « Messieurs des Estats prétendent que les mille pièces de vin leur sont données seulement pour ceux du pays et non pas pour les gens de guerre si bien que Monsieur le Mareschal qui scavoit obtenir de ces messieurs de.... [?] l'exemption de payer les droits pour son vin ne s'est pas soucié de demander aux Estats et ainsi personne de l'estat major d'Arras ny des autres places n'a rien.... [?]. Ce seroit un procès qu'il faudroit intenter au Conseil à frais communs mais je ne voy pas que personne s'en tourmente, et ainsi ces Messieurs nous meinent ferme. Il leur plaist et il ne se contentent pas de vouloir que nous bevions de l'eau, mais ils veulent encor nous faire coucher sur le pavé. Messieurs les gouverneurs qui ont des affaires plus importantes négligent celle là. Et comme ils se taisent il semble que l'on n'ayt pas lieu de parler quoy qu'effectivement il ne soit pas juste que nous soyons incomodés pour le caprice de ces Messieurs qui ne veulent point de bureau.
Madame de Montplesir vous rend graces très humbles de vostre souvenir et est vostre tres humble servante, et à Madame de La Prugne à qui je suis aussi comme à vous. »
En 1664, Louis XIV supprime la charge de bailli à Arras.
Le 30 juillet 1667, Louis XIV entre dans la ville d'Arras en compagnie de toute la Cour. Montplaisir a certainement dû superviser l'opération et les préparatifs de cet accueil, avec le gourverneur et les échevins de la ville.

### 1668-1672: La fortification d'Arras et la création de la Citadelle

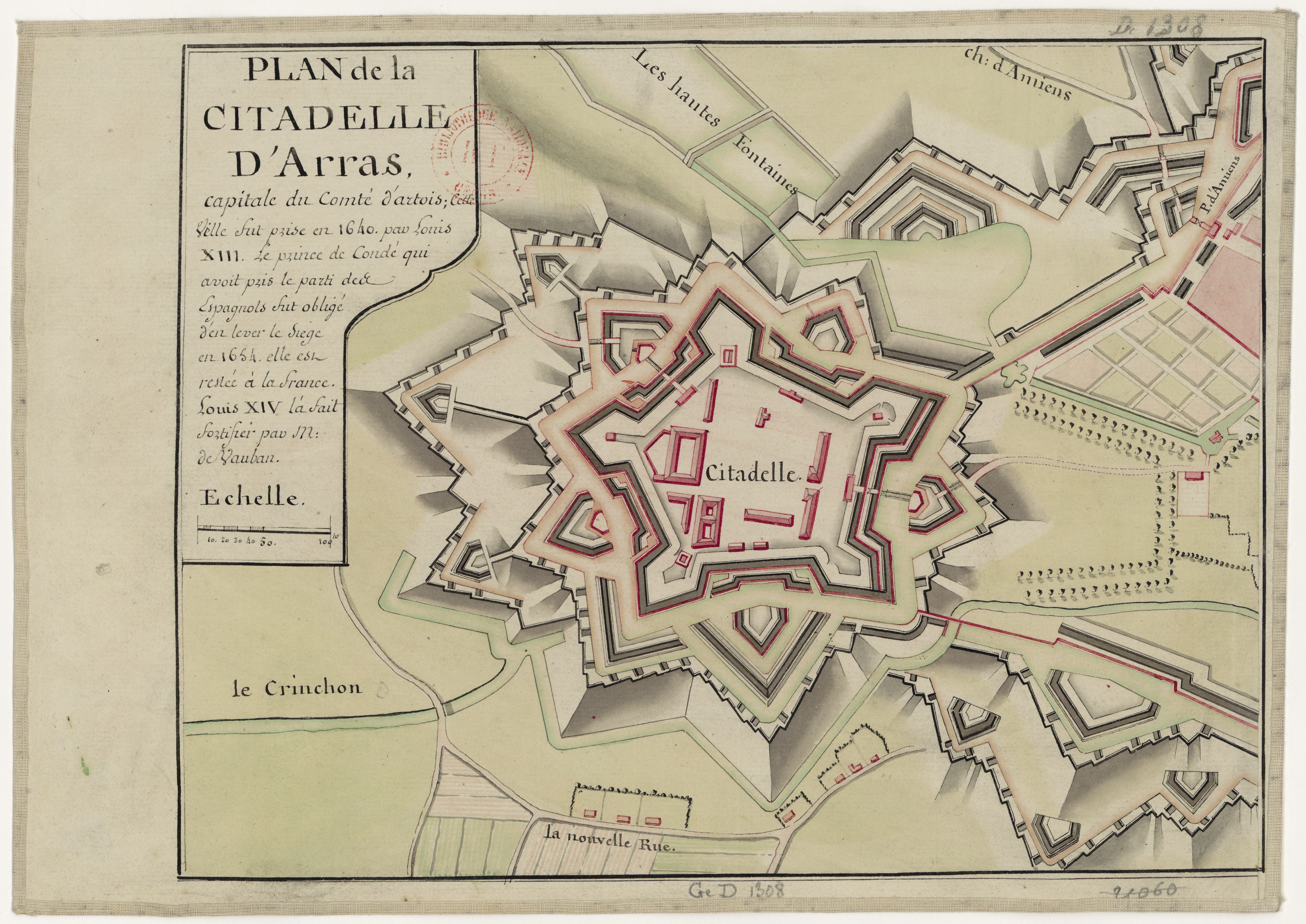
Plan de la citadelle d'Arras fortifiée par Vauban entre 1668 et 1670.

Passage du royaume de France à la Flandre, Arras dispose d'une position géographique importante pour les belligérants de l'époque. C'est la raison pour laquelle, sous Louis XIV, fut édifiée la citadelle par Vauban, sur ordre du roi et de Louvois.
En 1668, un nouveau gouverneur de la ville d'Arras est nommé : il s'agit de Jean-François de Trémolet, gouverneur d'Arras, Dunkerque et Gravelines, comte de Montpezat, Lieutenant-général des armées du roi.
À Arras, Louis XIV ordonne la construction d'une citadelle afin de repousser les ennemis, mais aussi afin de tenir la population restée dans sa majorité pro-espagnole. La citadelle d'Arras sera construite en quelques années (1668- 1670 ou 1672). Elle est l'une des premières réalisations de Vauban.
Montplaisir a été concerné en première ligne dans le suivi de cette création militaire importante, en ses qualités de Maréchal des camps et des armées du roi. La citadelle existe toujours.

### 1672-1678: La guerre de Hollande

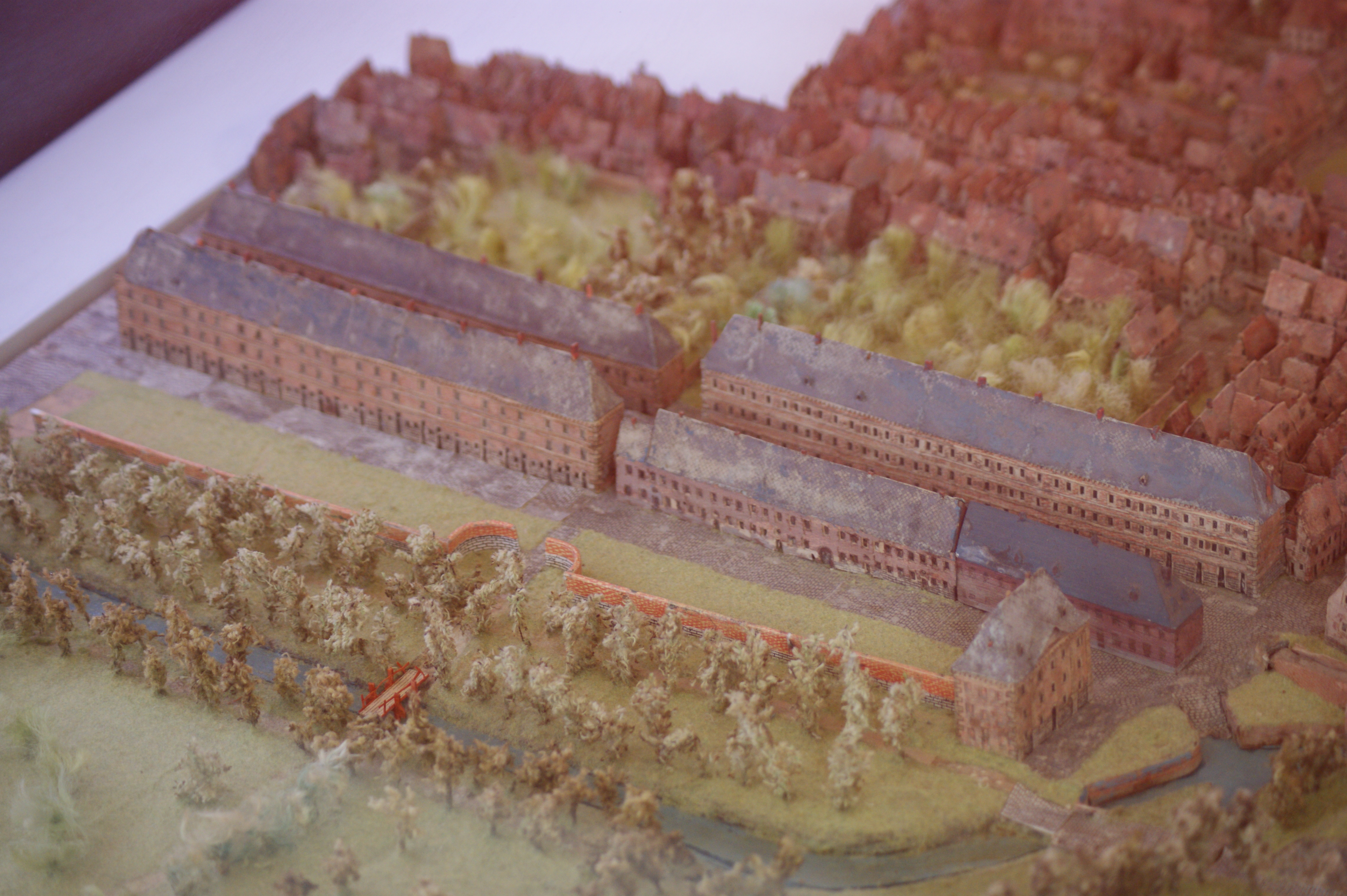
Les casernes de l'esplanade à Arras, édifiées vers 1680-1682.

De 1672 à 1678 aura lieu la guerre de Hollande. Après la guerre de Dévolution (1667-1668), Louis XIV croit devoir se débarrasser de la Triple alliance de La Haye, et surtout des Provinces-Unies s'il veut continuer à conquérir les territoires espagnols.
En 1675, le gouverneur de la ville d'Arras est François de Montbron, gouverneur d'Arras, comte de Montbron, colonel du régiment du roi, lieutenant-général d'Artois.
En juillet 1678, le maréchal de Créquy est envoyé sécuriser l'Alsace et bat l'électeur de Brandebourg, Frédéric-Guillaume Ier le Grand, ce qui met fin à la troisième guerre de Hollande (1672-1678). Créquy était le neveu par alliance de Montplaisir.
En 1678, le nouveau gouverneur d'Arras est Claude de Dreux-Nancré, gouverneur d'Arras, marquis de Nancré, seigneur de Carency, lieutenant-général d'Artois. Il restera gouverneur de la ville jusqu'en 1689. C'est donc le dernier gouverneur de la ville avec qui Montplaisir exerca ses fonctions militaires.
En 1680-1682, seront édifiées les grandes casernes de l'esplanade à Arras. Montplaisir était concerné au premier chef par ces constructions militaires permettant de loger toujours plus de personnes pour protéger le front nord, principal lieu de combats des guerres de Louis XIV.

### 1677: L'achat de la "seigneurie de La Guerche" à Mme Fouquet

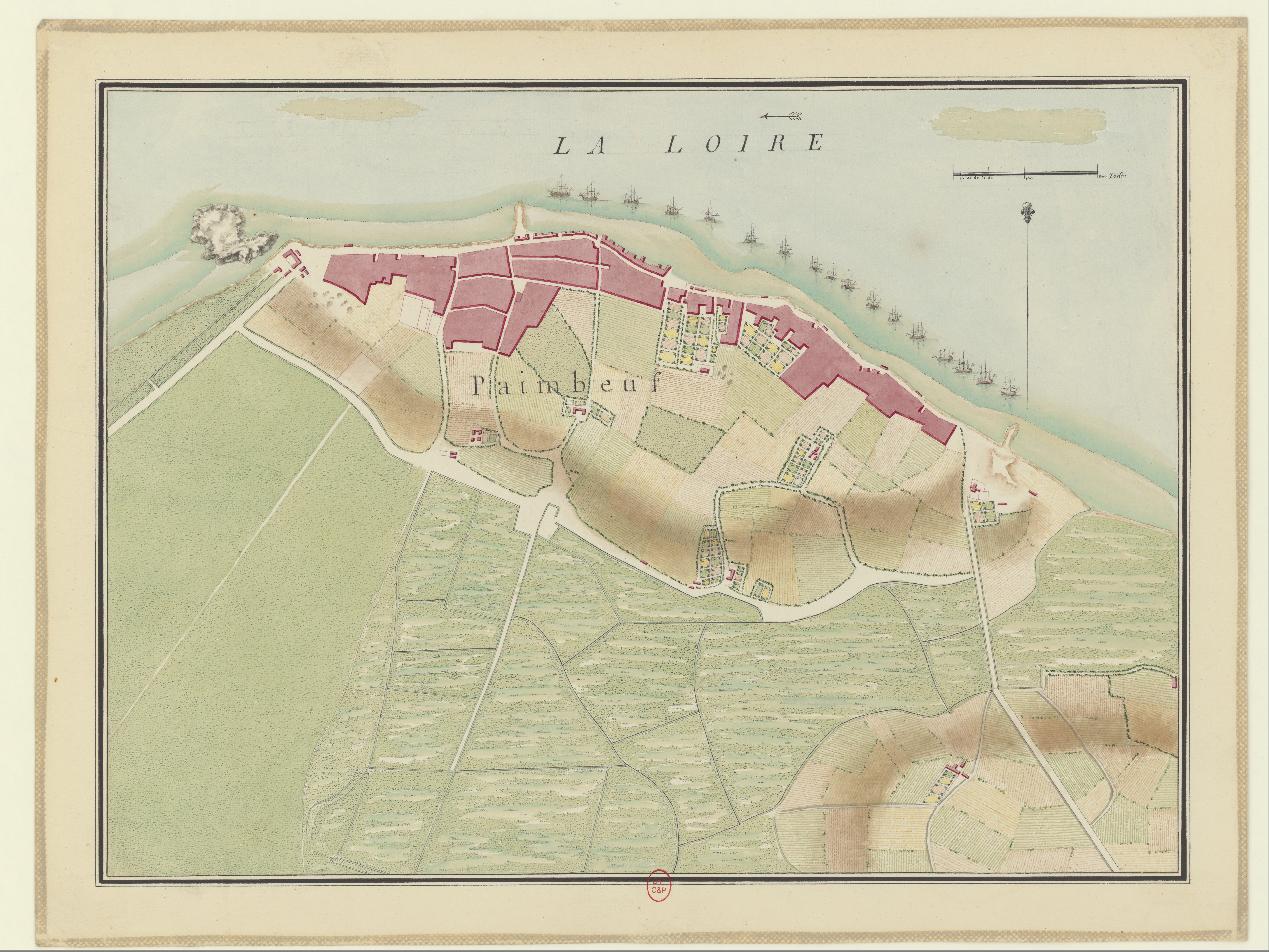
Plan de la ville et port de Paimboeuf, 1777, dépendant de la seigneurie de la Guerche.

L'épouse de Nicolas Fouquet - alors toujours emprisonné à Pignerol - Marie-Madeleine de Castille, endettée, vendit la terre et seigneurie de La Guerche le 12 avril 1677 pour 60.000 livres à Montplaisir, créancier du Surintendant. Montplaisir n'oubliait pas son amitié avec Fouquet, alors toujours emprisonné à Pignerol, et permettait par cette cession, de soutenir la veuve du surintendant, en lui apportant des liquidités.
René de Bruc put joindre cette acquisition de la seigneurie de La Guerche à une ancienne partie de la seigneurie, du côté de Pornic, où se trouvait le petit château de "Monplaisir". René de Bruc en fit hommage en la chambre des comptes de Nantes, le 15 juillet 1678.
Nantes et sa région était le fief de la famille de Bruc. Le château de la Gournerie avait été bâti par le père de René, et son frère, Henri, dit l'abbé de Bruc, dirigeait l'abbaye de Bellefontaine, située non loin de Nantes, juste au nord de Cholet.
Le 24 février 1680, le sieur de Bruc, fils de Montplaisir, est nommé abbé de Liques, au diocèse de Boulogne.

Montplaisir écrit un sonnet intitulé DANS UNE ISLE, à l'embouchure de la Loire, qui décrit évidemment une île située dans le voisinage de Paimboeuf :
Claire eau que les zéphirs ont doucement émue
Beaux arbres, prés fleuris, délices de mes sens, 
Agréables appas dont cette isle est pourvue,
Pour assoupir mes maux, que vous êtes puissants !

Que ces divers objets qui s'offrent à ma vue,
Ces vaisseaux étrangers, ses barques des passants,
Que j'aperçois du haut de cette roche nue,
Remplissent mon esprit de plaisirs innocents.

Mais dieux ! que le bonheur dure peu dans la vie !
Je reviens à penser que l'ingrate Silvie
A trahi mon amour, et que je dois périr.

Si bien que dans l'ennuy qui sans cesse me ronge,
Je goûte les plaisirs comme un fiévreux qui songe,

Et trouve à son réveil qu'il est près de mourir.

### 1682: Le titre de «marquis de La Guerche»
Montplaisir, jusqu'alors uniquement seigneur de Montplaisir et de La Guerche, est titré "marquis de la Guerche" par lettres patentes du roi Louis XIV, datées de février 1682. La seigneurie de La Guerche est en effet valorisée en marquisat. Ces lettres lui furent données :
« en considération des grands et recommandables services qu'il avait rendu depuis le commencement de la guerre, après avoir passé par tous les degrés et charges militaires dans lesquels il a donné des preuves de valeur et de conduite, ainsi que dans tous les sièges et rencontres où il a reçu plusieurs blessures et a été deux fois fait prisonnier. »

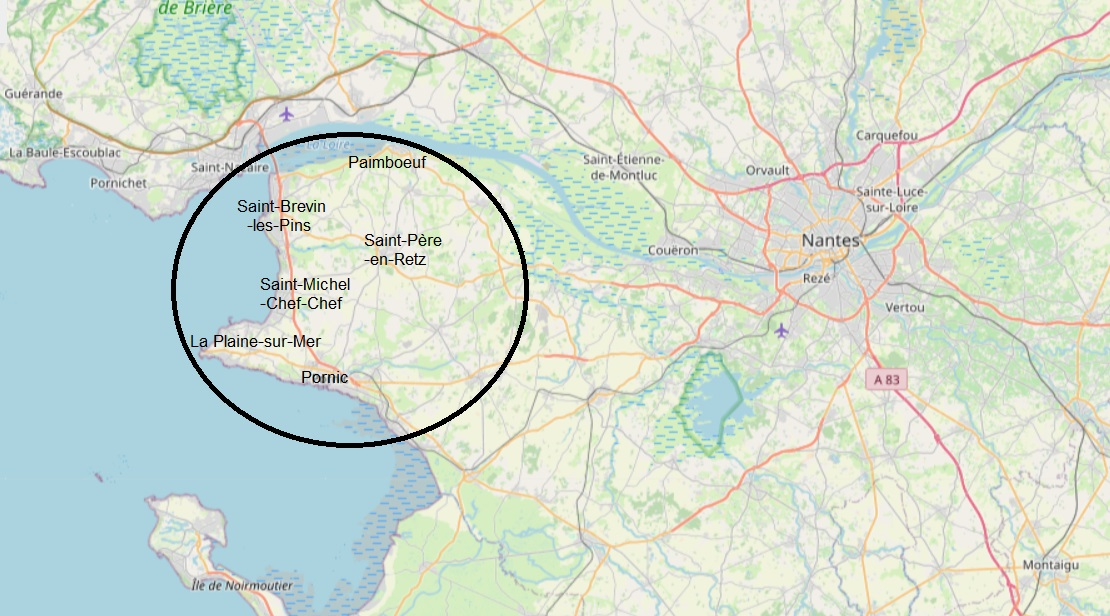
Le marquisat de La Guerche, près de Nantes, à la fin du XVIIe siècle

Le marquisat comprenait sa terre de La Guerche [en Saint-Brévin], « considérable par sa châtellenie, son étendue, son ancienneté » et dont dépendaient les paroisses de Saint-Brevin, Corsept, Saint-Père, Sainte-Opportune [une ancienne paroisse qui fait désormais partie de Saint-Père-en-Retz], Saint-Michel et Paimbœuf. L'acte d'érection précise : « À laquelle grâce nous ajoutons la permission de faire tenir audience de la jurisdiction de ladite châtellenie de la Guerche dans le bourg ou île de Paimbœuf qui en fait partie, à l'endroit qu'il jugera le plus propre, et qu'au lieu du lundi que ladite audience se tenait à Saint-Père, elle se tienne dorénavant tous les samedis de chaque semaine au bourg de Paimbœuf peuplé du plus grand nombre d'habitants et plus commode pour eux et pour l'abord de tous les vaisseaux qui entrent dans la rivière de la Loire et qui s'y arrêtent. »
Les lettres seront enregistrées à la Chambre des Comptes de Nantes le 18 février 1684, et au Parlement de Rennes le 3 juillet 1686.

### 1684: Décès de Montplaisir, "homme fort connu par plusieurs bons endroits"

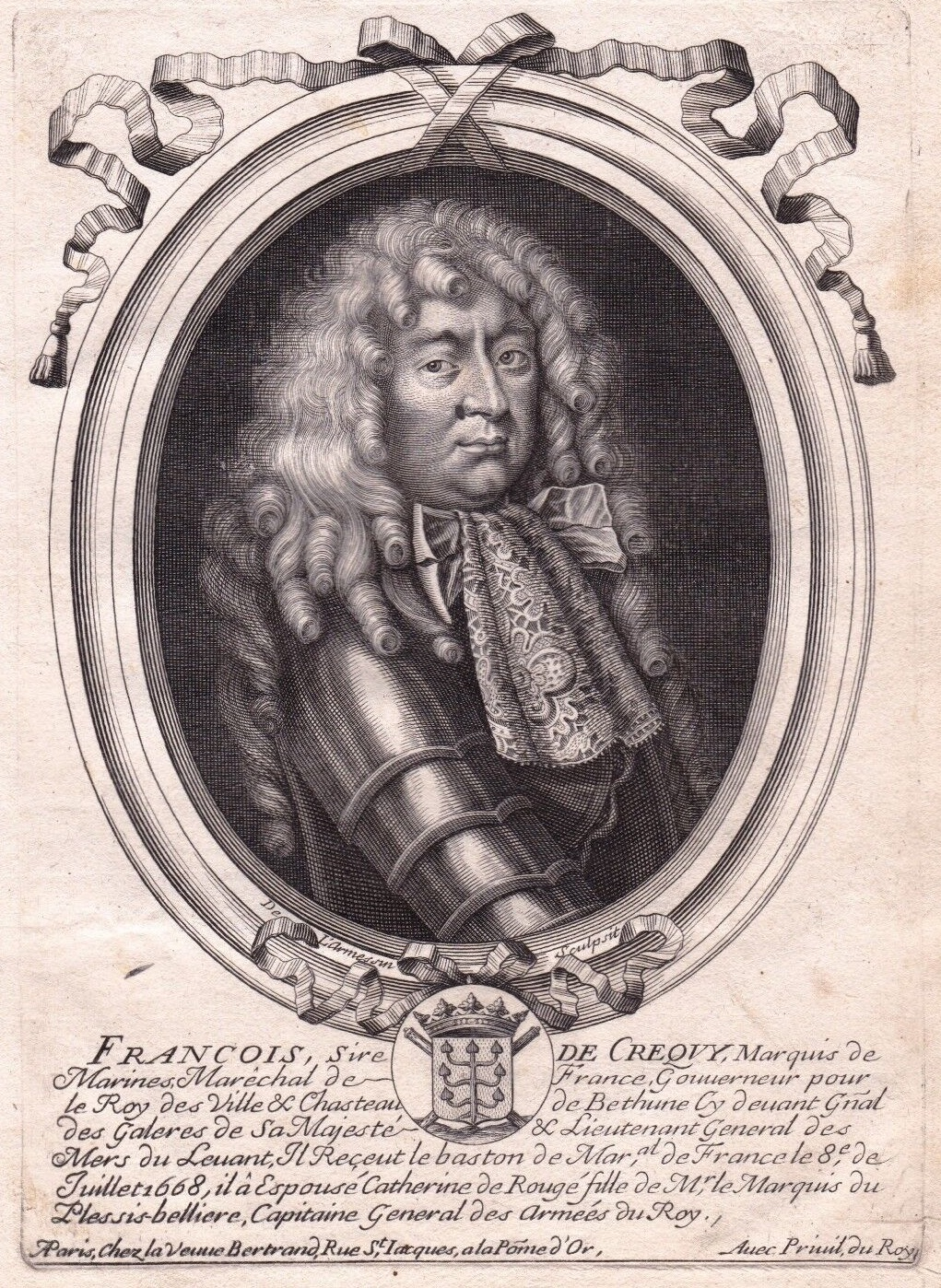
Gravure représentant le maréchal de Créquy, seconde moitié du XVIIe siècle. Montplaisir était l'oncle de l'épouse du maréchal de Créquy.

René de Bruc est décédé peu après, le 12 juin 1684 à Arras, âgé de 74 ans, au moment même où le maréchal de Créquy, gendre de Mme du Plessis-Bellière (elle-même soeur de Montplaisir) est au sommet de sa carrière avec le siège de la ville de Luxembourg, qu'il venait de conquérir le 4 juin 1684, huit jours seulement avant la mort de Montplaisir.
La nouvelle de sa mort est parvenue quelques jours plus tard à la Cour, puisque Dangeau indique au jeudi 15 juin 1684 : « On apprit la mort de M. de Montplaisir, lieutenant de roi d'Arras, homme fort connu par plusieurs bons endroits. » Son épouse Denyse de Corbie est décédée le 7 septembre 1689 à Saint-Brévin (44).
Montplaisir était l'oncle de l'épouse du maréchal de Créquy. Il faut noter l'importance pour Montplaisir d'avoir eu des liens si proches avec le maréchal de Créquy, l'un des principaux militaires du règne de Louis XIV avec Turenne.
Montplaisir était plutôt de la génération de Louis XIII. Il était né 1 an avant Turenne, 3 ans après Mlle de Scudéry, 8 ans après Mazarin, 9 ans après Louis XIII, 5 ans avant Nicolas Fouquet, 11 ans avant le Grand Condé, 28 ans avant Louis XIV.
Montplaisir a eu cinq enfants :
1. Son fils aîné Charles-François de Bruc de Montplaisir[Note 1], son petit-fils Louis-François de Bruc[Note 2] et son arrière petit-fils Marie François de Bruc[Note 3] furent tous les trois successivement marquis de la Guerche.
2. François Philippe de Bruc.
3. Elisabeth de Bruc de Montplaisir, chanoinesse au chapitre noble d'Estrun, née vers 1662-1664, décédée prieure le 10 décembre 1737.
4. Henriette Jeanne Rosalie de Bruc, dame d'Angivillers, née vers 1668, décédée le 17 juin 1746 à Nesle (80), épouse le 27 janvier 1684 Louis (de) Coeuret, chevalier, seigneur de Nesle et de Voiville, dit le marquis de Nesle, maître de camp de cavalerie, baptisé le 23 août 1647 à Nesle, mort le 30 septembre 1701 à Lille, fils de Sébastien de Coeuret et d'Anne de Postel.
5. Jean-François de Bruc.

## L'oeuvre littéraire de Montplaisir, poète galant et élégiaque

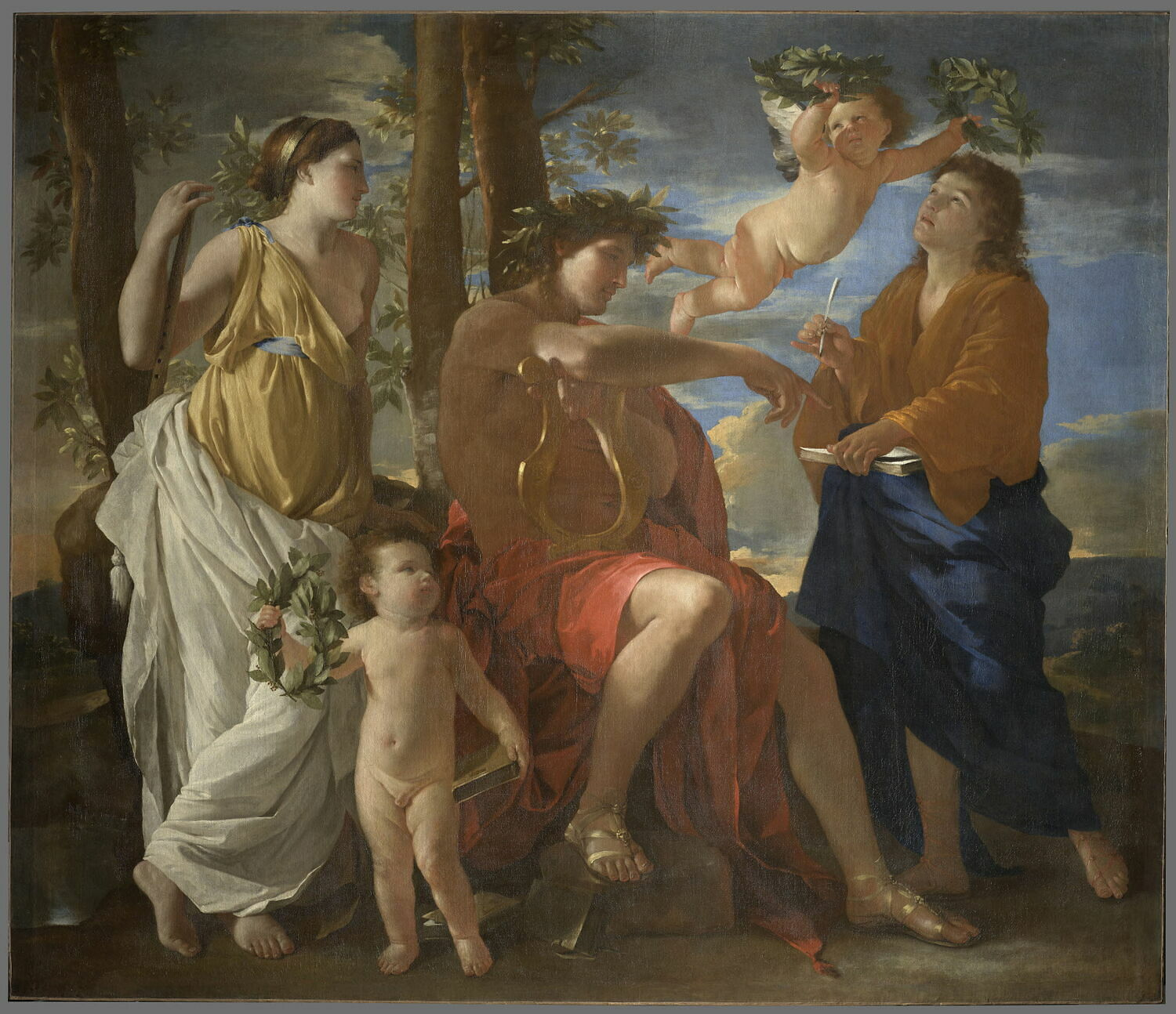
L'Inspiration du poète - circa 1629 - Nicolas Poussin - Louvre - RF 1774.

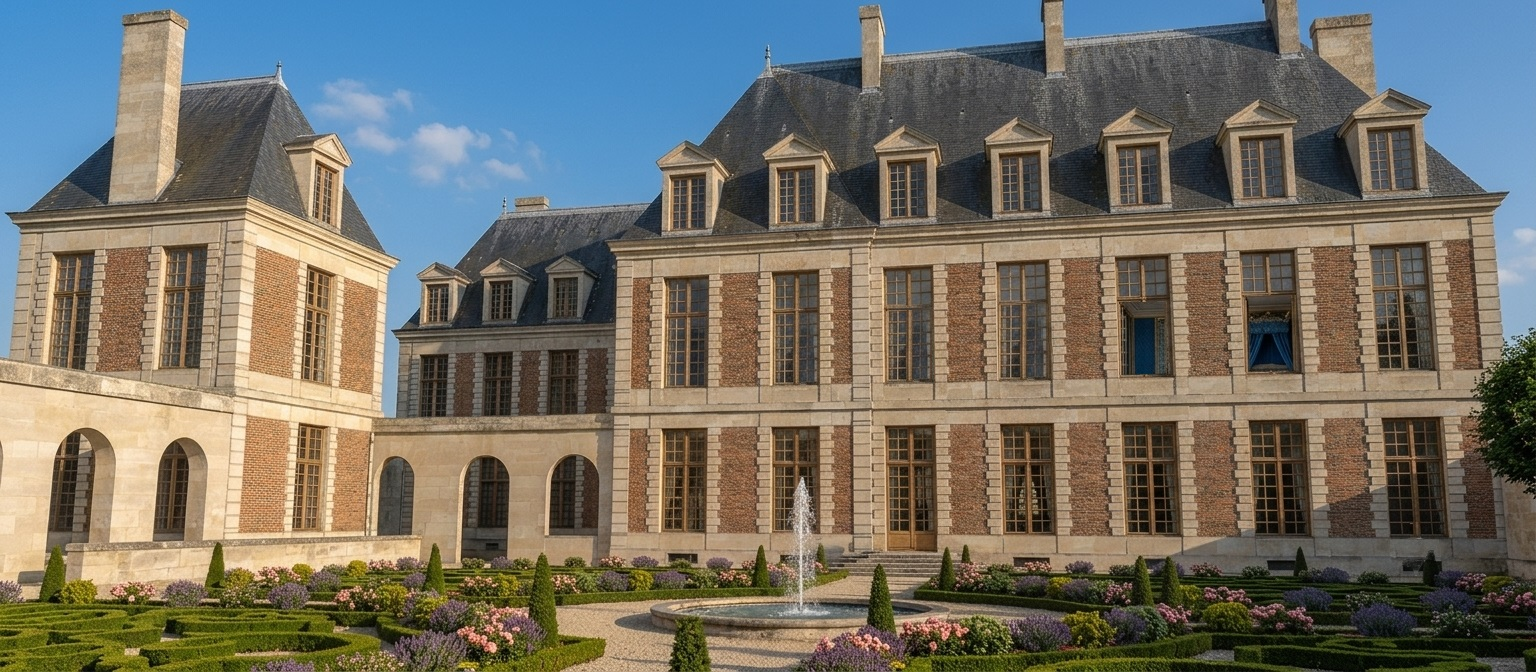
Proposition de restitution de l'Hôtel de Rambouillet vers 1650.

Montplaisir excellait dans les poèmes badins, les bagatelles, à l'instar du cercle littéraire de sa soeur, Mme du Plessis-Bellière - l'une des Précieuses - dont il était l'un des membres éminents. Il était surnommé "Lucilius", sans doute en référence à Lucilius, poète satyrique romain, ou bien plutôt pour un Lucilius, militaire romain.
Le baron de Wismes a remarqué que la réputation de Montplaisir a été surtout établie de son temps comme poète élégiaque.
Il commence à se distinguer dès 1636-1637. Une lettre de Jean Chapelain au marquis de Montausier, datée du 10 décembre 1636, est la première évocation connue de Montplaisir : « A la première occasion, je vous envoyeray des vers nouveaux de M. de la Lane qui ne vous desplairont pas. Vous en aurés encores d'autres d'un M. de la Grée Montplaisir [c'est donc sous ce nom qu'il fut d'abord connu], qu'il m'a donnés depuis un mois, qui ne cèdent en rien aux plus beaux de Saint-Amand et qui sont du genre de la Solitude. C'est un gentilhomme qui vaut encore mieux que ses vers et dont on peut tirer d'ailleurs une satisfaction extrême. A vostre retour je suis trompé si vous ne le trouvés établi dans le cabinet d'Arthénice [Mme de Rambouillet] et vous pouvés vous disposer de sa part à le recevoir dans vostre amitié. » Une autre lettre est également primordiale : datée du mois d'août 1637, elle est adressée par Chapelain à Boisrobert, pour faire connaître Montplaisir à Richelieu. Boisrobert était en effet dès les années 1626 une espèce de Secrétaire d’État aux Affaires Culturelles de Richelieu, avec quelques autres poètes dont Rotrou et Corneille : « Monsieur, il y a apparence que vous avés veu le sonnet qui accompagne ce mot... néantmoins je vous l'envoye à tout évènement et croi que vous l'estimerés digne d'estre approuvé de vous et de servir de divertissement à Monseigneur [le cardinal de Richelieu], je dirois de consolation si sa vertu ne le consoloit pas toute seule sans avoir besoin du secours de ses serviteurs. Celuy qui l'a composé fait particulière profession de lettres et l'a desjà tesmoigné en plus d'une occasion. C'est, pour ne vous laisser pas davantage en peine, M. de Montplaisir, de qui sont des stances du Printemps que nous leusmes chés vous avec beaucoup de satisfaction il y a six ou sept mois. Ca est beaucoup de témérité à luy d'entreprendre cette matière après vous, mais ce vous est beaucoup de gloire d'avoir de si rares imitateurs et la justice veut que, comme vous luy avés ouvert le chemin pour la justiffication de Son Eminence, vous luy serviés aussy de guide vers Elle qui l'estimera en double s'il luy est présenté de vostre main. »

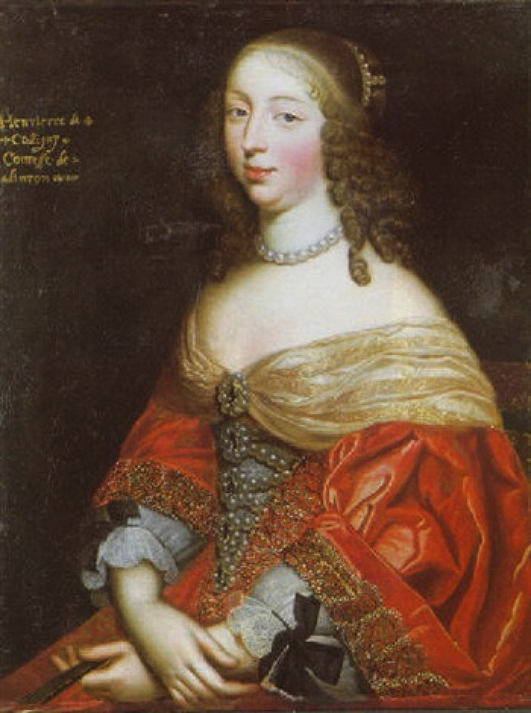
Portrait d'Henriette de Colligny, dit Mme de la Suze

Il était fort proche de Mme de La Suze, et les élégies du Recueil de Sercy signées de la comtesse de la Suze, ont plutôt comme principale paternité, au moins pour la versification, le talent de Montplaisir. Tallemant des Réaux, au sujet de la comtesse de la Suze, indique dans ses Historiettes que : « L'abbé de Bruc ([Henri], frère de Mme du Plessis-Bellière et de Montplaisir, s'y attacha [à elle] ensuite. » Montplaisir était un poète galant et savant. Il rédigea un livre d'emblèmes, qui démontre qu'il connaissait le latin et qu'il dessinait également. Puisque ce manuscrit est orné de miniatures réalisées par ses soins (Bibliothèque de l'Illinois, USA).
On peut penser que Montplaisir parlait également la langue espagnole, puisque la ville d'Arras était majoritairement espagnole, jusqu'à la conquête française de 1640. Par la famille du côté de sa mère, Montplaisir devait également connaître la langue italienne.
Loménie de Brienne indique que vers la fin de sa vie, Montplaisir se mit dans la dévotion et composa beaucoup de vers de piété.
On trouve des recueils de ses poésies, réunies et publiées à Amsterdam en 1759.
Quand Dangeau apprend la mort de Montplaisir en 1684, il indique que celui-ci était un "homme fort connu par plusieurs bons endroits".

## Publications
- Poésies du marquis de Montplaisir, Amsterdam, 1759
- Anthologie des poètes bretons, sur Wikisource
- Recueil d'emblèmes de Montplaisir, manuscrit réalisé par le poète lui-même, conservé dans la bibliothèque de l'Illinois, USA
- Le temple de la Gloire, manuscrit calligraphié par Nicolas Jarry, poème de Montplaisir pour le Grand Condé, alors duc d'Enghien, 1646. Bibliothèque du musée Condé, Chantilly
- « Sur la maladie du Roy », par « Monplésir », juillet 1658
- « Le temple de la sagesse », par « Montplaisir »